# Nekrolog 1885
Nekrolog
◄◄
| ◄
| 1881
| 1882
| 1883
| 1884
| 1885 | 1886 | 1887 | 1888 | 1889 | ► | ►►
Weitere Ereignisse | Allgemeiner Nekrolog 1885
Die Beschreibung der verstorbenen Person sollte so kurz wie möglich gehalten sein und nur deren signifikante Tätigkeit(en) enthalten.
Neue Namen ggf. auch unter dem Geburts- und Sterbedatum, also etwa unter 1. Januar und im Geburts- und Sterbejahr (2024) eintragen (nur bei entsprechender großer Wichtigkeit). Für Beispiele siehe die schon vorhandenen Artikel.
Außerdem über die fünf zuletzt Verstorbenen, zu denen es einen ausreichend guten Artikel für eine Präsentation auf der Hauptseite gibt, nach der todesbedingten Überarbeitung der Artikel ggf. auch unter Wikipedia Diskussion:Hauptseite informieren und sie am besten auch in den anderen Wikipedia-Sprachversionen eintragen. Tipp: Regelmäßig bei news.google.de nach „ist tot“, „gestorben“ oder „verstorben“ suchen.
Wenn eine Person gestorben ist, gibt es viele Seiten zu dieser Person in der Wikipedia, die davon auch betroffen sind und entsprechend aktualisiert werden müssen. Beispiele: Namenübersichtsseite, Geburtsjahr, Geburtsort-Seiten und viele mehr.
Wie finde ich die betroffenen Seiten?
Im Suchfeld auf der linken Seite gibt man den Suchbegriff so ein: „Vorname Nachname“. Dann klickt man auf Volltext und alle Seiten mit entsprechendem Suchtext werden aufgerufen. Hier sieht man dann schnell, wo auch das Todesjahr Sinn macht oder sogar ein Teil des Artikels angepasst werden muss. Auch hilft das „Werkzeug“ auf der linken Seite sehr gut, um solche Seiten aufzufinden: „Links auf diese Seite“. Somit ist die Wikipedia wieder aktuell in allen Bereichen! Hinweis: bei Eintragung der Kategorie „Gestorben JAHR“ wird der Missbrauchsfilter 49 ausgelöst, was jedoch nicht schlimm ist. Siehe: Spezial:Missbrauchsfilter/49
Dies ist eine Liste von im Jahr 1885 verstorbenen bekannten Persönlichkeiten. Die Einträge erfolgen innerhalb der einzelnen Daten alphabetisch sortiert. Tiere sind im Nekrolog für Tiere zu finden.

## Januar
| Tag        | Name                          | Beruf, bekannt als                                                                                       | Alter | Beleg |
| ---------- | ----------------------------- | --- | ----- | ----- |
| 2. Januar  | Rudolf von Maltzahn           | deutscher Rittergutsbesitzer und Politiker, MdR                                                          | 50    |       |
| 3. Januar  | Ludwig Bohnstedt              | deutscher Architekt                                                                                      | 62    |       |
| 4. Januar  | Abner Coburn                  | Gouverneur von Maine                                                                                     | 81    |       |
| 4. Januar  | Iossif Iossifowitsch Kotek    | russischer Violinist                                                                                     | 29    |       |
| 4. Januar  | Adrian Langbein               | deutscher Jurist und Politiker                                                                           | 88    |       |
| 5. Januar  | Adolf von Auersperg           | österreichischer Politiker, Ministerpräsident von Cisleithanien                                          | 63    |       |
| 5. Januar  | Victor Dessaignes             | französischer Chemiker                                                                                   | 84    |       |
| 5. Januar  | Carl Gottlieb Elsässer        | deutsch-australischer Komponist und Musikpädagoge                                                        | 67    |       |
| 5. Januar  | Georg Ernst Reimer            | Verleger                                                                                                 | 80    |       |
| 6. Januar  | Peter Christen Asbjørnsen     | norwegischer Schriftsteller, Forstmeister, Wissenschaftler und Sammler norwegischer Märchen              | 72    |       |
| 6. Januar  | Oskar von Löwis of Menar      | russischer Generalmajor der Kaiserlichen Russischen Armee                                                | 55    |       |
| 6. Januar  | Józef Alojzy Pukalski         | polnischer Geistlicher, Bischof von Tarnów                                                               | 86    |       |
| 6. Januar  | August de Weerth              | deutscher Bankier                                                                                        | 52    |       |
| 7. Januar  | Maurycy Kraiński              | galizischer Politiker und Gutsbesitzer                                                                   | 80    |       |
| 8. Januar  | James M. Bingham              | US-amerikanischer Politiker                                                                              | 56    |       |
| 8. Januar  | Franz zu Bentheim-Tecklenburg | deutscher Standesherr                                                                                    | 84    |       |
| 9. Januar  | Enoch W. Eastman              | US-amerikanischer Politiker                                                                              | 74    |       |
| 9. Januar  | Friedrich von Stein           | deutscher Zoologe                                                                                        | 66    |       |
| 10. Januar | Wilhelm Gottlob Eisenbach     | württembergischer Oberamtmann                                                                            | 61    |       |
| 10. Januar | Salvatore Lo Forte            | italienischer Maler                                                                                      | 80    |       |
| 10. Januar | Carl Sonklar                  | österreichischer Militärgeograph und -vermesser                                                          | 68    |       |
| 10. Januar | Alexei Sergejewitsch Uwarow   | russischer Archäologe                                                                                    | 59    |       |
| 11. Januar | Ana María Janer Anglarill     | spanische Selige                                                                                         | 84    |       |
| 11. Januar | Clarina I. H. Nichols         | US-amerikanische Journalistin und Frauenrechtlerin                                                       | 74    |       |
| 11. Januar | Amable Tastu                  | französische Schriftstellerin, Dichterin und Librettistin                                                | 89    |       |
| 12. Januar | Frédéric Martens              | französischer Fotograf und Fotopionier                                                                   | 78    |       |
| 12. Januar | August von Württemberg        | preußischer Generaloberst im Rang eines Generalfeldmarschall                                             | 71    |       |
| 13. Januar | Schuyler Colfax               | US-amerikanischer Politiker                                                                              | 61    |       |
| 13. Januar | William Hale                  | US-amerikanischer Politiker                                                                              | 47    |       |
| 14. Januar | Rodolphe Bresdin              | französischer Grafiker                                                                                   |       |       |
| 14. Januar | Philetus Walter Norris        | US-amerikanischer Superintendent des Yellowstone-Nationalparkes                                          | 63    |       |
| 15. Januar | Heinrich Friedrich Enckhausen | deutscher Organist, Komponist und Gesangslehrer                                                          | 85    |       |
| 15. Januar | Ludwig von Krutheim           | deutscher Verwaltungsbeamter und Richter                                                                 | 65    |       |
| 15. Januar | Antoni Edward Odyniec         | polnischer Lyriker, Dramatiker und Übersetzer                                                            | 80    |       |
| 15. Januar | Hippolyte Pignat              | Schweizer Politiker (FDP-Liberale)                                                                       | 71    |       |
| 16. Januar | Edmond About                  | französischer Schriftsteller und Dichter                                                                 | 56    |       |
| 16. Januar | Gustav Adolf Brumhard         | Landtagsabgeordneter Großherzogtum Hessen                                                                | 79    |       |
| 16. Januar | Matthew Quinn                 | irischer Geistlicher und römisch-katholischer Bischof von Bathurst                                       | 63    |       |
| 17. Januar | Leopoldine Blahetka           | österreichische Komponistin und Pianistin                                                                | 75    |       |
| 17. Januar | Frederick Gustavus Burnaby    | britischer Militär, Schriftsteller und Reisender                                                         | 42    |       |
| 18. Januar | Charles Downing               | US-amerikanischer Pomologe                                                                               | 82    |       |
| 18. Januar | Carl Kehr                     | deutscher Volksschulpädagoge                                                                             | 54    |       |
| 19. Januar | Udo von Tresckow              | preußischer General der Infanterie                                                                       | 76    |       |
| 20. Januar | Joseph Niklaus Bütler         | Schweizer Maler                                                                                          |       |       |
| 20. Januar | Justus Heinrich Jakob Molthan | deutscher Architekt und hannoverscher bzw. preußischer Baubeamter                                        | 79    |       |
| 21. Januar | Friedrich Henning von Arnim   | deutscher Rittergutsbesitzer                                                                             | 80    |       |
| 21. Januar | John Gwyn Jeffreys            | britischer Malakologe                                                                                    | 76    |       |
| 21. Januar | Manuel de Mendiburu           | peruanischer Offizier, Historiker und Politiker                                                          | 79    |       |
| 22. Januar | Friedrich Baltzer             | deutscher evangelischer Pfarrer, Revolutionär und Dichter                                                | 83    |       |
| 22. Januar | Gustav von Binder             | deutscher Gymnasiallehrer und Politiker                                                                  | 77    |       |
| 22. Januar | Friedrich Ludolf Grave        | Bremer Senator und Bürgermeister                                                                         | 69    |       |
| 22. Januar | Charles Godfrey Gunther       | US-amerikanischer Politiker                                                                              | 62    |       |
| 22. Januar | Alvah Sabin                   | US-amerikanischer Politiker                                                                              | 91    |       |
| 23. Januar | Karl Moritz Großmann          | deutscher Uhrmacher und Fabrikant                                                                        | 58    |       |
| 23. Januar | Eduard Heldt                  | deutscher Konteradmiral                                                                                  | 66    |       |
| 23. Januar | Anthony Ellmaker Roberts      | US-amerikanischer Politiker                                                                              | 81    |       |
| 23. Januar | Karl Volkmar Stoy             | deutscher Pädagoge                                                                                       | 70    |       |
| 24. Januar | Bellachini                    | Zauberkünstler                                                                                           | 57    |       |
| 25. Januar | Carl Eduard Abendroth         | deutscher Politiker, Hamburger Kaufmann und Mitglied der Hamburgischen Bürgerschaft                      | 80    |       |
| 25. Januar | Alois Emanuel Biedermann      | Schweizer reformierter Theologe                                                                          | 65    |       |
| 25. Januar | Georg Hochmuth                | österreichischer Orgelbauer                                                                              | 84    |       |
| 25. Januar | Jean-Jacques-Denis Mauron     | Schweizer Politiker und Staatsrat des Kantons Freiburg                                                   | 74    |       |
| 25. Januar | Oleksandr Kistjakiwskyj       | ukrainischer Kriminalist und Rechtswissenschaftler                                                       | 51    |       |
| 26. Januar | Pawel Pawlowitsch Demidow     | russischer Philanthrop, Bürgermeister von Kiew                                                           | 45    |       |
| 26. Januar | Charles George Gordon         | britischer General                                                                                       | 51    |       |
| 27. Januar | Ernst Deger                   | deutscher Maler                                                                                          | 75    |       |
| 27. Januar | Gustav Moritz Heydrich        | deutscher Dramatiker und Dramaturg                                                                       | 64    |       |
| 27. Januar | August Friedrich Karl Himly   | deutscher Chemiker, Mineraloge und Hochschullehrer                                                       | 73    |       |
| 29. Januar | Theodor Dill                  | deutscher Politiker, MdHB, Unternehmer                                                                   | 87    |       |
| 29. Januar | August Kuntzen                | deutscher Jurist, Eisenbahndirektor und Politiker (NLP), MdR                                             | 77    |       |
| 29. Januar | Franz Rieger                  | schlesischer Orgelbaumeister und der Begründer des Orgelbauunternehmens Franz Rieger & Söhne, Jägerndorf | 72    |       |
| 30. Januar | Theobald von Oer              | deutscher Kunstmaler, Illustrator und Radierer                                                           | 77    |       |
| 31. Januar | Oskar Bogun von Wangenheim    | preußischer Generalleutnant und Kommandeur der 9. Division                                               | 54    |       |
| 31. Januar | Eugen von Friedenfels         | siebenbürgischer Verwaltungsbeamter und Historiker                                                       | 65    |       |
| 31. Januar | Anton Hannecker               | deutscher katholischer Theologe und Orientalist                                                          | 73    |       |

## Februar
| Tag         | Name                                 | Beruf, bekannt als | Alter | Beleg |
| ----------- | ------------------------------------ | --- | ----- | ----- |
| 1. Februar  | James Chesnut junior                 | General der Konföderierten Staaten im Amerikanischen Bürgerkrieg und Politiker                                                                                    | 70    |       |
| 1. Februar  | Henri Dupuy de Lôme                  | französischer Schiffbauingenieur und Politiker | 68    |       |
| 1. Februar  | Georg von Massenbach                 | deutscher Rittergutsbesitzer und Parlamentarier | 85    |       |
| 1. Februar  | Peretz Smolenskin                    | russisch-hebräischer Romancier und Publizist |       |       |
| 1. Februar  | Sidney Thomas                        | britischer Metallurg und Erfinder des nach ihm benannten Verfahrens zur Stahlerzeugung                                                                            | 34    |       |
| 2. Februar  | Franz Glaser sen.                    | österreichischer Baumeister und Bürgermeister von Dornbach bei Wien                                                                                               | 62    |       |
| 2. Februar  | Julius Münter                        | deutscher Botaniker, Zoologe und Hochschullehrer | 69    |       |
| 3. Februar  | Johann Christian Gustav Lucae        | deutscher Arzt und Anatom | 70    |       |
| 4. Februar  | Daniel Jan Bijleveld                 | niederländischer Rechtsanwalt und Politiker | 93    |       |
| 4. Februar  | Eugen von Kesseler                   | deutscher Jurist und Politiker (Zentrum), MdR | 52    |       |
| 4. Februar  | Sarah Miriam Peale                   | US-amerikanische Malerin | 84    |       |
| 5. Februar  | Alexander von Buch                   | preußischer Gutsbesitzer und Politiker; Landrat v. Kreis Angermünde                                                                                               | 70    |       |
| 5. Februar  | Joseph Michalski                     | deutscher Pfarrer und Politiker (Zentrum), MdR | 70    |       |
| 5. Februar  | Adam Prażmowski                      | polnischer Astronom | 63    |       |
| 5. Februar  | Elias Salomon                        | deutscher Mediziner | 71    |       |
| 6. Februar  | Ernst Sigismund Puchelt              | Reichsoberhandelsgerichtsrat und Reichsgerichtsrat | 64    |       |
| 6. Februar  | Theodor Scherer-Boccard              | Schweizer Publizist, Verleger und Politiker | 68    |       |
| 7. Februar  | Joseph Grinnell                      | US-amerikanischer Politiker | 96    |       |
| 7. Februar  | Iwasaki Yatarō                       | Gründer das Firmenimperiums Mitsubishi | 50    |       |
| 7. Februar  | Emil Küchler                         | Anarchist |       |       |
| 7. Februar  | August Reinsdorf                     | deutscher anarchistischer Attentäter | 36    |       |
| 7. Februar  | Nikolai Alexejewitsch Sewerzow       | russischer Zoologe und Forschungsreisender | 57    |       |
| 8. Februar  | Wilhelm Bartman                      | deutscher Kaufmann | 86    |       |
| 8. Februar  | Otto Ludwig Krug von Nidda           | deutscher Bergrat und Politiker (DFP), MdR | 74    |       |
| 9. Februar  | Johan Cesar Godeffroy                | deutscher Unternehmer und Politiker, MdHB | 71    |       |
| 10. Februar | Karl von Roehl (General, 1795)       | preußischer Generalleutnant der Artillerie | 89    |       |
| 11. Februar | Edward McCabe                        | irischer römisch-katholischer Bischof und Kardinal | 68    |       |
| 12. Februar | Theodor von Bernhardi                | deutscher Diplomat und Historiker | 82    |       |
| 12. Februar | Anthony W. Gardiner                  | Präsident von Liberia | 65    |       |
| 12. Februar | Alexander Mouton                     | US-amerikanischer Politiker | 80    |       |
| 13. Februar | Giesebert Riedesel zu Eisenbach      | Landtagsabgeordneter Großherzogtum Hessen | 71    |       |
| 13. Februar | Huldrich Arnold Seifert              | Schweizer Jurist und Politiker | 56    |       |
| 14. Februar | Benjamin Hotchkiss                   | US-amerikanischer Artillerie-Ingenieur |       |       |
| 14. Februar | Moritz Kaiserfeld von Blagatinschegg | österreichischer Politiker der Habsburgermonarchie | 74    |       |
| 14. Februar | Carl Heinrich von Schaper            | deutscher Rittergutsbesitzer und Politiker, MdR | 68    |       |
| 14. Februar | Jules Vallès                         | französischer Publizist, Romanschriftsteller, Revolutionär und Journalist                                                                                         | 52    |       |
| 15. Februar | Flavio Chigi                         | italienischer Kardinal und apostolischer Nuntius | 74    |       |
| 15. Februar | Leopold Damrosch                     | deutscher Komponist, Dirigent, Violinist und Musikpädagoge | 52    |       |
| 15. Februar | Gregor von Helmersen                 | deutscher Geologe und Forschungsreisender | 81    |       |
| 15. Februar | Thomas J. Paterson                   | US-amerikanischer Politiker | 79    |       |
| 15. Februar | Eduard Schulze                       | deutscher Afrikareisender | 32    |       |
| 15. Februar | Albrecht Weyermann                   | Schweizer Politiker und reformierter Pfarrer | 75    |       |
| 16. Februar | Theodor Harms                        | deutscher Theologe | 65    |       |
| 16. Februar | Wolodymyr Schaschkewytsch            | ukrainischer Schriftsteller, Dichter, kulturpädagogischer-, sozialer- und politischer Aktivist                                                                    | 45    |       |
| 16. Februar | Ernst Erhard Schmid                  | deutscher Paläontologe, Mineraloge und Geologe | 69    |       |
| 16. Februar | Herbert Stewart                      | britischer Generalmajor | 41    |       |
| 16. Februar | Rufin Sudkowskyj                     | ukrainischer Landschaftsmaler | 34    |       |
| 17. Februar | Carl Friedrich Buchholz              | deutscher Orgelbauer | 58    |       |
| 17. Februar | Joseph Hoegg                         | deutscher Genre- und Landschaftsmaler sowie Illustrator der Düsseldorfer Schule                                                                                   | 66    |       |
| 17. Februar | Otto Waenker von Dankenschweil       | deutscher Jurist, Politiker (Zentrum), MdR | 76    |       |
| 18. Februar | Karl Cropp                           | deutscher Jurist und Hamburger Senator | 55    |       |
| 19. Februar | Lewis A. Brigham                     | US-amerikanischer Politiker | 54    |       |
| 19. Februar | Gustav Hoesch                        | deutscher Fabrikant | 66    |       |
| 19. Februar | Hiram Lawton Richmond                | US-amerikanischer Politiker | 74    |       |
| 19. Februar | Alexander von Schleinitz             | preußischer Staatsminister, Minister des Auswärtigen (1858–1861), seit Ende 1861 Minister des königlichen Hauses                                                  | 77    |       |
| 21. Februar | Karl Oberhoffer                      | österreichischer Opernsänger (Bariton) | 73    |       |
| 22. Februar | Eduard Feodor Gloeckner              | deutscher Jurist und Ehrenbürger von Wittenberg | 72    |       |
| 22. Februar | Rudolf Müller                        | Schweizer Landschaftsmaler | 82    |       |
| 22. Februar | Carl Scheppig                        | deutscher Architekt und Baubeamter | 82    |       |
| 23. Februar | Joseph-Édouard Cauchon               | kanadischer Politiker | 68    |       |
| 24. Februar | Oswald von Nostitz-Wallwitz          | sächsischer Diplomat und Politiker | 54    |       |
| 25. Februar | Karl Philipp Fischer                 | deutscher Autor und Philosoph | 77    |       |
| 25. Februar | Marco Moro                           | italienischer Lithograph und Graphiker | 67    |       |
| 25. Februar | Johann Heinrich Runge                | deutscher Orgelbauer | 73    |       |
| 26. Februar | Moritz Gottgetreu                    | deutscher Architekt und Hofbaumeister in Potsdam | 71    |       |
| 27. Februar | Ignatius Paoli                       | Priester aus dem Orden der Passionisten, Bischof von Nikopolis und apostolischen Administrator (Vikar) der Walachei, römisch-katholischer Erzbischof von Bukarest | 66    |       |
| 28. Februar | Beriah Magoffin                      | US-amerikanischer Politiker und Gouverneur von Kentucky | 69    |       |
| 28. Februar | Robert M. Patton                     | US-amerikanischer Politiker, 20. Gouverneur von Alabama | 75    |       |

## März
| Tag      | Name                              | Beruf, bekannt als | Alter | Beleg |
| -------- | --------------------------------- | --- | ----- | ----- |
| 1. März  | Hans Wilhelm von Kotze            | preußischer Beamter, Regierungspräsident von Köslin (1864–1866) und Erfurt (1867–1874)                                 | 82    |       |
| 1. März  | Carl Merck                        | deutscher Drogist und Unternehmer                                                                                      | 61    |       |
| 1. März  | Adolf Schrickel                   | deutscher Verwaltungsbeamter, Richter und Parlamentarier                                                               | 79    |       |
| 2. März  | Johann Carl Conrad Schall         | deutscher Fotograf und Maler                                                                                           | 79    |       |
| 2. März  | Joseph Serret                     | französischer Mathematiker                                                                                             | 65    |       |
| 4. März  | Karl von Dietl                    | bayerischer Generalleutnant                                                                                            | 71    |       |
| 4. März  | Hiram McCullough                  | US-amerikanischer Politiker                                                                                            | 71    |       |
| 5. März  | Heinrich von Aulock               | deutscher Gutsbesitzer und Politiker, MdR                                                                              | 60    |       |
| 6. März  | Thomas Lilbourne Anderson         | US-amerikanischer Politiker                                                                                            | 76    |       |
| 6. März  | Timothy Shay Arthur               | US-amerikanischer Schriftsteller                                                                                       | 75    |       |
| 6. März  | Lorenzo Burrows                   | US-amerikanischer Politiker                                                                                            | 79    |       |
| 6. März  | Charles-Edouard DuBois            | Schweizer Landschaftsmaler und -aquarellist (Frühimpressionismus)                                                      | 37    |       |
| 7. März  | Jakub Malý                        | tschechischer Historiker, Schriftsteller und Journalist                                                                | 73    |       |
| 7. März  | Leopold Martin                    | deutscher Tierpräparator                                                                                               | 69    |       |
| 8. März  | Friedrich Wilhelm Graeff          | deutscher Politiker | 81    |       |
| 9. März  | Louis Haghe                       | belgischer Grafiker | 78    |       |
| 10. März | Johann Christoph Döll             | deutscher Botaniker | 76    |       |
| 11. März | Agostino Aglio                    | britischer Bildhauer und Aquarellist                                                                                   |       |       |
| 11. März | Gustav Adolf von Klöden           | deutscher Geograph | 70    |       |
| 11. März | Kallynyk Mitjukow                 | ukrainischer Universitätsrektor                                                                                        | 61    |       |
| 12. März | Joseph Bernhardt                  | deutscher Porträtmaler                                                                                                 | 79    |       |
| 12. März | Robert Porter Caldwell            | US-amerikanischer Politiker                                                                                            | 63    |       |
| 12. März | Próspero Fernández Oreamuno       | Präsident Costa Ricas                                                                                                  | 50    |       |
| 12. März | Alfons von Mirbach                | bayerischer Hofbeamter                                                                                                 | 72    |       |
| 13. März | Charles Deslys                    | französischer Schriftsteller                                                                                           | 64    |       |
| 13. März | Wilhelm Dunker                    | deutscher Geologe, Paläontologe und Zoologe                                                                            | 76    |       |
| 13. März | Heinrich Ewers                    | deutscher Maler der Düsseldorfer Schule                                                                                | 67    |       |
| 14. März | Friedrich Theodor von Frerichs    | deutscher Arzt und Internist                                                                                           | 65    |       |
| 14. März | Francisco Montes de Oca y Saucedo | mexikanischer Politiker und Militärarzt                                                                                | 48    |       |
| 14. März | Alexander Reichardt               | österreichisch-ungarischer Opernsänger                                                                                 | 59    |       |
| 14. März | Hans Peter Detlef Reichenbach     | deutscher Mediziner und Autor                                                                                          | 90    |       |
| 15. März | Albert Erath                      | deutscher Arzt, Autor und Landwirt                                                                                     | 91    |       |
| 15. März | Pietro Ripari                     | italienischer Patriot, Arzt, Journalist und Freiheitskämpfer im Rahmen des Risorgimento                                | 82    |       |
| 15. März | Jane Williams                     | walisische Historikerin und Autorin                                                                                    | 79    |       |
| 16. März | Hermann Grothe                    | deutscher Ingenieur und Politiker (NLP), MdR                                                                           | 45    |       |
| 16. März | Theodor Schindler                 | österreichischer Gutsbesitzer und Politiker                                                                            | 66    |       |
| 17. März | Mark Anthony Cooper               | US-amerikanischer Politiker                                                                                            | 84    |       |
| 17. März | Susan Warner                      | US-amerikanische Schriftstellerin, Dichterin und Kirchenlieddichterin                                                  | 65    |       |
| 18. März | Karl Housselle                    | praktischer Arzt und Medizinalbeamter                                                                                  | 85    |       |
| 18. März | August Kramer                     | deutscher Erfinder | 68    |       |
| 18. März | August Rehder                     | Lübecker Kaufmann und Politiker                                                                                        | 65    |       |
| 19. März | Eduard Bronner                    | deutscher Arzt, Revolutionär und Parlamentarier                                                                        | 62    |       |
| 19. März | Elza Jeffords                     | US-amerikanischer Politiker                                                                                            | 58    |       |
| 19. März | Władysław Niegolewski             | polnisch-deutscher Politiker, MdR                                                                                      | 65    |       |
| 19. März | Panagiotis Stamatakis             | griechischer Klassischer Archäologe                                                                                    |       |       |
| 20. März | Gustav Jacob Canton               | deutscher Landschafts- und Tiermaler sowie Illustrator                                                                 | 71    |       |
| 20. März | Kaspar Hagen                      | österreichischer Mundartdichter                                                                                        | 64    |       |
| 20. März | Heinrich Leisrink                 | deutscher Mediziner und Gründer der Poliklinik Hamburg                                                                 | 39    |       |
| 21. März | Julius Emil August Müller         | deutscher Theologe und Politiker                                                                                       | 76    |       |
| 21. März | Elisabeth von Preußen             | Frau von Karl von Hessen-Darmstadt                                                                                     | 69    |       |
| 21. März | Paulin Talabot                    | französischer Ingenieur, Eisenbahnpionier, Bergbauunternehmer, Bankier und Politiker, Mitglied der Nationalversammlung | 85    |       |
| 21. März | Karl Zöppritz                     | deutscher Mathematiker, Physiker und Geograph                                                                          | 46    |       |
| 23. März | Gaspare Abbati                    | italienischer Geiger, Dirigent und Komponist                                                                           | ≈64   |       |
| 23. März | Thomas Joseph Hutchinson          | britischer Forschungsreisender und Konsul                                                                              | 65    |       |
| 23. März | Edgar Daniel Roß                  | deutscher Kaufmann und Politiker (LRP), MdHB, MdR                                                                      | 78    |       |
| 24. März | Friedrich von Bourscheidt         | deutscher Rittergutsbesitzer und Parlamentarier                                                                        | 68    |       |
| 24. März | Alfred Enneper                    | deutscher Mathematiker                                                                                                 | 54    |       |
| 24. März | Ernest Goüin                      | französischer Bauingenieur                                                                                             | 69    |       |
| 24. März | Jacob Thompson                    | US-amerikanischer Politiker                                                                                            | 74    |       |
| 24. März | Herta Wićazec                     | lettisch-serbische Schriftstellerin und Dichterin                                                                      | 66    |       |
| 25. März | Karl Schwarz                      | deutscher Theologe | 72    |       |
| 25. März | Friedrich Wilhelm Siegmann        | sächsischer Generalmajor und Autor                                                                                     | 84    |       |
| 27. März | Heinrich Karl                     | deutscher Förster und Politiker                                                                                        | 88    |       |
| 27. März | Caroline von Moro                 | österreichische Malerin                                                                                                | 70    |       |
| 27. März | Friedrich zu Schwarzenberg        | Erzbischof Salzburg; Erzbischof von Prag                                                                               | 75    |       |
| 28. März | Hero Diedrich Hillerns            | deutscher Architekt und Oberbaurat im Großherzogtum Oldenburg                                                          | 77    |       |
| 28. März | Ludvig Norman                     | schwedischer Dirigent und Komponist                                                                                    | 53    |       |
| 29. März | Nikolai Alexejewitsch Orlow       | Fürst und einziger Sohn des Alexei Fjodorowitsch Orlow                                                                 | 64    |       |
| 29. März | Adolf Wolff                       | deutscher Architekt | 52    |       |
| 30. März | Hugh Andrew Johnstone Munro       | britischer Klassischer Philologe                                                                                       | 65    |       |
| 31. März | Franz Abt                         | deutscher Komponist und Kapellmeister                                                                                  | 65    |       |
| 31. März | Nicola Fabrizi                    | Guerillakämpfer und Soldat des italienischen Risorgimento                                                              | 80    |       |
| 31. März | Philipp Fahrbach der Ältere       | österreichischer Komponist und Kapellmeister                                                                           | 69    |       |
| März     | Emmanuel Gallard-Lépinay          | französischer Marinemaler                                                                                              | 42    |       |

## April
| Tag       | Name                                         | Beruf, bekannt als                                                                                       | Alter | Beleg |
| --------- | -------------------------------------------- | --- | ----- | ----- |
| 2. April  | James Edward Alexander                       | britischer Offizier und Reiseschriftsteller                                                              | 81    |       |
| 2. April  | Justo Rufino Barrios Auyón                   | guatemaltekischer General und Präsident                                                                  | 49    |       |
| 2. April  | Hugh Cairns, 1. Earl Cairns                  | irisch-britischer Politiker, Mitglied des House of Commons                                               | 65    |       |
| 2. April  | Adolfo Venancio Hall Ramírez                 | guatemaltekischer Soldat und Kriegsheld                                                                  | 19    |       |
| 2. April  | Ferdinand Dinstl                             | österreichischer Advokat und Abgeordneter zum Abgeordnetenhaus                                           | 63    |       |
| 3. April  | August Friedrich Brödermann                  | deutscher Kaufmann                                                                                       | 68    |       |
| 3. April  | Julius Micklitz                              | österreichischer Förster und Schriftsteller                                                              | 63    |       |
| 4. April  | Carl Josef Holzer                            | deutscher Jurist und Politiker, MdR                                                                      | 84    |       |
| 5. April  | Johann Friedrich Ostertag                    | deutscher Pfarrer und Schriftsteller                                                                     | 81    |       |
| 5. April  | Ernst Trumpp                                 | deutscher Orientalist                                                                                    | 57    |       |
| 6. April  | Louis Schulz                                 | deutscher Rechtsanwalt und Politiker (Zentrum), MdR                                                      | 78    |       |
| 6. April  | Eduard Vogel von Falckenstein                | preußischer General der Infanterie                                                                       | 88    |       |
| 7. April  | Louis Ammy Blanc                             | deutscher Maler                                                                                          | 74    |       |
| 7. April  | Emmy von Rhoden                              | deutsche Schriftstellerin                                                                                | 55    |       |
| 7. April  | Carl von Siebold                             | deutscher Arzt und Zoologe                                                                               | 81    |       |
| 7. April  | George Washington Wright                     | US-amerikanischer Politiker                                                                              | 68    |       |
| 8. April  | Susanna Moodie                               | kanadische Schriftstellerin                                                                              | 81    |       |
| 8. April  | Richard Grant White                          | US-amerikanischer Literatur-, Musik- und Gesellschaftskritiker sowie Herausgeber                         | 62    |       |
| 9. April  | Félix Bonfils                                | französischer Buchbinder und Fotograf                                                                    | 54    |       |
| 9. April  | Christoph Marquard Ed                        | deutscher Buchdrucker, Verleger, Schriftsteller und Politiker, MdR                                       | 76    |       |
| 10. April | August Humplmayr                             | Münchner Kunsthändler                                                                                    | 55    |       |
| 10. April | Johannes Henricus Scholten                   | niederländischer Theologe                                                                                | 73    |       |
| 10. April | Clemens August von Westphalen zu Fürstenberg | deutscher Fideikommissherr und Politiker                                                                 | 79    |       |
| 11. April | Ludwig Dauber                                | deutscher Gymnasiallehrer und Schuldirektor                                                              | 86    |       |
| 11. April | Friedrich Wilhelm Kaibel                     | deutscher Kunst- und Musikalienhändler und Verleger                                                      | 74    |       |
| 11. April | James George Philp                           | englischer Landschaftsmaler                                                                              |       |       |
| 11. April | Adam Heinrich Wilhelm Uloth                  | deutscher Kommunalpolitiker                                                                              | 81    |       |
| 12. April | William Crowther                             | australischer Politiker, Premierminister von Tasmanien                                                   | 67    |       |
| 12. April | Karl Stieler                                 | deutscher Schriftsteller (bayerische Mundartdichtung), Archivar und Jurist                               | 42    |       |
| 14. April | Vilmos Győry                                 | ungarischer Volksdichter                                                                                 | 47    |       |
| 15. April | Walther von Goethe                           | deutscher Kammerherr und Komponist                                                                       | 67    |       |
| 16. April | Joshua Baker                                 | US-amerikanischer Politiker                                                                              | 86    |       |
| 16. April | Emil Herrmann                                | deutscher Kirchenrechtler und Politiker                                                                  | 73    |       |
| 16. April | William Ladd                                 | Instrumentenbauer in London                                                                              |       |       |
| 16. April | Georg Luis                                   | deutscher Architekt                                                                                      | 68    |       |
| 18. April | Rudolf Eitelberger                           | österreichischer Kunsthistoriker                                                                         | 68    |       |
| 18. April | Marc Monnier                                 | Schweizer Schriftsteller                                                                                 | 57    |       |
| 19. April | Richard Ansdell                              | englischer Maler, der sich auf Tiermotive spezialisiert hat                                              | 69    |       |
| 19. April | John Z. Goodrich                             | US-amerikanischer Politiker                                                                              | 80    |       |
| 19. April | Nikolai Iwanowitsch Kostomarow               | russischer Sozialaktivist, Historiker, Schriftsteller, Dichter, Mitglied der Akademie der Wissenschaften | 67    |       |
| 19. April | Pietro Lasagni                               | italienischer Geistlicher, Kurienkardinal                                                                | 70    |       |
| 19. April | Carl Santner                                 | österreichischer Komponist                                                                               | 66    |       |
| 20. April | Gustav Nachtigal                             | deutscher Afrikaforscher                                                                                 | 51    |       |
| 22. April | Carl Ohrtmann                                | deutscher Mathematiker                                                                                   | 45    |       |
| 23. April | Carl Rothpletz                               | Schweizer Architekt                                                                                      | 71    |       |
| 24. April | Hermann Benrath                              | Chemiker                                                                                                 | 47    |       |
| 24. April | Nísia Floresta                               | brasilianische Erzieherin, Übersetzerin, Schriftstellerin und Feministin                                 | 74    |       |
| 24. April | Johann Baptist Häner                         | Schweizer Politiker                                                                                      | 66    |       |
| 24. April | Achaz Stehlin                                | Vizepräsident der badischen verfassungsgebenden Versammlung 1849                                         | 76    |       |
| 25. April | Franz Xaver Lössl                            | österreichischer Architekt                                                                               | 83    |       |
| 27. April | Gideon Hard                                  | US-amerikanischer Politiker                                                                              | 87    |       |
| 28. April | Conrad Baker                                 | US-amerikanischer Politiker                                                                              | 68    |       |
| 29. April | Iwan von Brevern                             | Zivilgouverneur von Kurland                                                                              | 72    |       |
| 29. April | Ernst Förster                                | deutscher Maler, Kunstschriftsteller und Dichter                                                         | 85    |       |
| 29. April | Wladimir Sergejewitsch Petscherin            | russischer Redemptorist, Professor für griechische Geschichte                                            | 77    |       |
| 29. April | Johann Heinrich Rodatz                       | deutscher Kaufmann und Politiker, MdHB                                                                   | 80    |       |
| 30. April | Albert du Vignau                             | preußischer Offizier, zuletzt Generalmajor und Autor                                                     | 90    |       |
| 30. April | Jens Peter Jacobsen                          | dänischer Schriftsteller                                                                                 | 38    |       |
| 30. April | Anton Ortner                                 | österreichischer Kunsttischler                                                                           | 67    |       |
| 30. April | Joseph A. Stargardt                          | deutscher Verlagsbuchhändler                                                                             | 62    |       |
| 30. April | Alphonse Toussenel                           | französischer Schriftsteller, Utopist und Journalist                                                     | 82    |       |

## Mai
| Tag     | Name                                | Beruf, bekannt als                                                                                 | Alter | Beleg |
| ------- | ----------------------------------- | -------------------------------------------------------------------------------------------------- | ----- | ----- |
| 1. Mai  | Friedrich von und zu Liechtenstein  | Prinz von und zu Liechtenstein, österreichischer General                                           | 77    |       |
| 1. Mai  | André Gill                          | französischer Karikaturist, Zeichner und Chansonnier                                               | 44    |       |
| 1. Mai  | William M. Pingry                   | US-amerikanischer Anwalt und Politiker, der State Auditor von Vermont war (1853–1860)              | 78    |       |
| 1. Mai  | Friedrich Schimmel                  | königlich preußischer Generalmajor und zuletzt Kommandant der Festung Glatz                        | 81    |       |
| 1. Mai  | Johann Heinrich Christian Schubart  | deutscher klassischer Philologe                                                                    | 85    |       |
| 2. Mai  | Friedrich Heeren                    | deutscher Chemiker                                                                                 | 81    |       |
| 2. Mai  | Peter Panum                         | dänischer Physiologe                                                                               | 64    |       |
| 2. Mai  | Jan Schröder                        | niederländischer Marineoffizier                                                                    | 84    |       |
| 3. Mai  | Hermann Becker                      | deutscher Maler und Kunsthistoriker                                                                | 67    |       |
| 3. Mai  | Paul Desains                        | französischer Physiker                                                                             | 67    |       |
| 3. Mai  | Aleksandar Karađorđević             | serbischer Fürst                                                                                   | 78    |       |
| 4. Mai  | Karl Coupette                       | preußischer Verwaltungsbeamter, Bürgermeister und Landrat                                          | 70    |       |
| 4. Mai  | Irvin McDowell                      | US-amerikanischer Heeresoffizier                                                                   | 66    |       |
| 4. Mai  | Henry Tallman                       | US-amerikanischer Anwalt und Politiker                                                             | 78    |       |
| 5. Mai  | Lauro Rossi                         | italienischer Komponist                                                                            | 73    |       |
| 7. Mai  | René Dunan                          | Französischlehrer und Pädagoge                                                                     | 91    |       |
| 7. Mai  | Anton von Petz                      | österreichisch-ungarischer Vizeadmiral                                                             | 66    |       |
| 8. Mai  | Carl Justus Andrae                  | deutscher Mineraloge und Paläobotaniker                                                            | 67    |       |
| 8. Mai  | Joseph Behm                         | ungarndeutscher Kirchenmusiker und Komponist                                                       | 70    |       |
| 8. Mai  | Heinrich von Freystedt              | badischer Generalleutnant                                                                          | 75    |       |
| 8. Mai  | Pavel Křížkovský                    | tschechischer Komponist                                                                            | 65    |       |
| 8. Mai  | Allen Potter                        | US-amerikanischer Politiker                                                                        | 66    |       |
| 8. Mai  | Carl Tappe                          | deutscher Architekt und Baubeamter, Stadtbaurat in Braunschweig                                    | 68    |       |
| 9. Mai  | Walter von Gottberg                 | preußischer Offizier, zuletzt General der Infanterie                                               | 61    |       |
| 9. Mai  | William Walker Stockfleth           | dänischer Politiker, Mitglied des Folketing, Amtsmann                                              | 82    |       |
| 11. Mai | Albert Fitz                         | deutscher Biologe                                                                                  | 42    |       |
| 11. Mai | Ferdinand von Hiller                | deutscher Komponist                                                                                | 73    |       |
| 11. Mai | Gilbert Carlton Walker              | US-amerikanischer Politiker                                                                        | 51    |       |
| 12. Mai | Karl Gustav von Goßler              | Kanzler des Königreichs Preußen und Oberlandesgerichtspräsident                                    | 74    |       |
| 12. Mai | Wilhelm Posselt                     | Missionar für die Berliner Mission in Südafrika                                                    | 69    |       |
| 12. Mai | Heinrich Georg Friedrich Schröder   | deutscher Naturforscher, Physiker, Mathematiker und Pädagoge                                       | 74    |       |
| 13. Mai | Jakob Henle                         | deutscher Anatom, Pathologe und Arzt                                                               | 75    |       |
| 13. Mai | Ferdinand Minding                   | deutscher Mathematiker                                                                             | 79    |       |
| 13. Mai | Henry Aaron Stern                   | britischer Missionar                                                                               | 65    |       |
| 14. Mai | Johann Georg Böschenstein           | Schweizer Politiker und Richter                                                                    | 80    |       |
| 15. Mai | Hugh Conway                         | Pseudonym des britischen Schriftstellers Frederick John Fargus                                     | 37    |       |
| 15. Mai | G. V. Dorsey                        | US-amerikanischer Arzt und Politiker                                                               | 72    |       |
| 15. Mai | Carl Luckow                         | deutscher Architekt und mecklenburgischer Baubeamter                                               | 57    |       |
| 16. Mai | Arthur von Salisch                  | deutscher Rittergutsbesitzer und Parlamentarier                                                    | 55    |       |
| 16. Mai | Louis Charles Auguste Steinheil     | französischer Maler                                                                                | 70    |       |
| 17. Mai | Julius Curtius                      | deutscher Industrieller und Politiker                                                              | 67    |       |
| 17. Mai | Gustav Dörstling                    | österreichisch-sächsischer Kaufmann, Unternehmer und Politiker                                     | 68    |       |
| 17. Mai | Bernhard von Lepel                  | preußischer Offizier und Schriftsteller                                                            | 66    |       |
| 17. Mai | Hans Schläger                       | österreichischer Musiker                                                                           | 64    |       |
| 18. Mai | Alexander Filippowitsch Frolow      | russischer Leutnant und Dekabrist                                                                  | 80    |       |
| 18. Mai | Carl Wilhelm Merseburger            | deutscher Musikwissenschaftler, Musikschriftsteller und Musikverleger                              | 69    |       |
| 18. Mai | James Colledge Pope                 | kanadischer Politiker, Premier von Prince Edward Island                                            | 58    |       |
| 19. Mai | Otto von Keyserlingk zu Rautenburg  | deutsch-baltischer Großgrundbesitzer und Politiker, MdR                                            | 82    |       |
| 19. Mai | August Müller                       | deutscher Genremaler                                                                               | 48    |       |
| 19. Mai | Robert Emmet Odlum                  | US-amerikanischer Schwimmlehrer                                                                    | 33    |       |
| 19. Mai | William Huntington Russell          | US-amerikanischer Mitbegründer der Yale-Geheimgesellschaft Skull and Bones                         | 75    |       |
| 19. Mai | Daniel Schenkel                     | deutscher evangelischer Theologe                                                                   | 71    |       |
| 19. Mai | Thomas William Webb                 | britischer Astronom                                                                                | 77    |       |
| 20. Mai | Peter William Barlow                | britischer Bauingenieur                                                                            | 76    |       |
| 20. Mai | Johann Joseph Trapp von Ehrenschild | nassauischer Beamter und Abgeordneter                                                              | 84    |       |
| 20. Mai | Ferdinand Fleischinger              | deutscher Architekt und preußischer Militär-Baubeamter                                             |       |       |
| 20. Mai | Frederick T. Frelinghuysen          | US-amerikanischer Politiker                                                                        | 67    |       |
| 20. Mai | Alphonse de Neuville                | französischer Schlachtenmaler                                                                      | 48    |       |
| 21. Mai | Gawriil Ioakimowitsch Lomakin       | russischer Komponist                                                                               | 73    |       |
| 21. Mai | Terenzio Mamiani                    | italienischer Philosoph, Politiker, Schriftsteller und Freiheitskämpfer im Rahmen des Risorgimento | 85    |       |
| 22. Mai | Théodore Ballu                      | französischer Architekt                                                                            | 67    |       |
| 22. Mai | Victor Hugo                         | französischer Schriftsteller der Romantik                                                          | 83    |       |
| 23. Mai | Marquard Adolph Barth               | deutscher Jurist und Politiker, MdR                                                                | 75    |       |
| 23. Mai | Vendelín Grünwald                   | tschechischer Jurist und Abgeordneter                                                              | 72    |       |
| 24. Mai | Carl Baermann                       | deutscher Klarinettist                                                                             | 73    |       |
| 24. Mai | Thomas Clausen                      | deutscher Astronom                                                                                 | 84    |       |
| 25. Mai | Karl Hellmuth Dammas                | deutscher Komponist und Dichter                                                                    | 68    |       |
| 27. Mai | Charles Rogier                      | belgischer Staatsmann                                                                              | 84    |       |
| 27. Mai | Benedikt Welte                      | deutscher katholischer Alttestamentler                                                             | 79    |       |
| 28. Mai | Nathan T. Carr                      | US-amerikanischer Politiker                                                                        | 51    |       |
| 28. Mai | Ferdinand Duysing                   | deutscher Jurist                                                                                   | 63    |       |
| 28. Mai | Robert Hellmuth Hesse               | deutscher Arzt und Mitglied der Mecklenburgischen Abgeordnetenversammlung                          | 69    |       |
| 28. Mai | Johanne Philippine Nathusius        | Gründerin des Elisabethstiftes der späteren Neinstedter Anstalten                                  | 56    |       |
| 29. Mai | Alfred Meißner                      | deutsch-böhmischer Schriftsteller                                                                  | 63    |       |
| 30. Mai | Jakob Fürchtegott Dielmann          | deutscher Illustrator, Genre- und Landschaftsmaler                                                 | 75    |       |
| 30. Mai | Paul de Noailles                    | französischer Staatsmann und Historiker                                                            | 83    |       |
| 30. Mai | Heinrich Oberhoffer                 | deutscher Komponist, Musiktheoretiker und Organist                                                 | 60    |       |
| 30. Mai | Johannes Daniel Schreitmüller       | deutscher Bildhauer                                                                                | 43    |       |
| 30. Mai | Maximilian von Seinsheim-Grünbach   | deutscher Politiker (Zentrum), erblicher Reichsrat, MdR                                            | 74    |       |
| Mai     | Adolphe Blanc                       | französischer Komponist                                                                            | 56    |       |
| Mai     | Auguste Dumont                      | französischer Journalist und Zeitungsherausgeber                                                   |       |       |

## Juni
| Tag      | Name                                 | Beruf, bekannt als                                                                                  | Alter | Beleg |
| -------- | ------------------------------------ | --------------------------------------------------------------------------------------------------- | ----- | ----- |
| 2. Juni  | Karl Anton                           | letzter Fürst des hohenzollerschen Stammlandes                                                      | 73    |       |
| 2. Juni  | Maximilian Maria von Thurn und Taxis | siebter Fürst von Thurn und Taxis                                                                   | 22    |       |
| 3. Juni  | Alexander Michelsen                  | deutscher evangelisch-lutherischer Geistlicher und Übersetzer                                       | 79    |       |
| 4. Juni  | Albert Emil Kirchner                 | deutscher Maler                                                                                     | 72    |       |
| 4. Juni  | Abraham Merzbacher                   | deutsch-jüdischer Bankier, Münzhändler und Mäzen                                                    | 72    |       |
| 5. Juni  | Julius Benedict                      | britischer Komponist und Kapellmeister deutscher Herkunft                                           | 80    |       |
| 6. Juni  | Georg Wilhelm Reye                   | deutscher Kaufmann                                                                                  | 72    |       |
| 6. Juni  | Robert von Schlagintweit             | deutscher Naturforscher und Entdecker                                                               | 51    |       |
| 7. Juni  | Charles Petit                        | Lübecker Kaufmann und Politiker                                                                     | 74    |       |
| 8. Juni  | Ignace Bourget                       | kanadischer römisch-katholischer Bischof                                                            | 85    |       |
| 8. Juni  | Ludwig Heufler von Hohenbühel        | österreichischer Mykologe und Autor                                                                 | 67    |       |
| 8. Juni  | Ernst Strecke                        | deutscher Geistlicher und Politiker (Zentrum), MdR                                                  | 64    |       |
| 9. Juni  | Ludwig Scabell                       | Gründer der Berliner Feuerwehr                                                                      | 73    |       |
| 9. Juni  | Bodo Unger                           | deutscher Chemiker, Unternehmer und Autor                                                           | 66    |       |
| 11. Juni | Amédée-Anatole Courbet               | französischer Admiral                                                                               | 57    |       |
| 11. Juni | Ottokar von Feilitzsch               | deutscher Physiker                                                                                  | 67    |       |
| 11. Juni | John Lort Stokes                     | britischer Marineoffizier                                                                           | 73    |       |
| 12. Juni | Edwin Paxton Hood                    | britischer Schriftsteller und Kanzelredner                                                          |       |       |
| 12. Juni | Fleeming Jenkin                      | britischer Elektroingenieur                                                                         | 52    |       |
| 13. Juni | Karl von Gemmingen                   | deutscher Jurist, Oberamtsrichter in Heilbronn                                                      | 81    |       |
| 13. Juni | Carl Arnold Gonzenbach               | Schweizer Kupferstecher und Porträtmaler                                                            | 78    |       |
| 13. Juni | Samuel Friedrich Rikli               | Schweizer Unternehmer und Politiker                                                                 | 55    |       |
| 14. Juni | Viktor Rumpelmayer                   | österreichischer Architekt                                                                          | 54    |       |
| 15. Juni | Friedrich Karl von Preußen           | preußischer Prinz und Feldherr                                                                      | 57    |       |
| 15. Juni | Josef Geyling                        | österreichischer Maler                                                                              | 85    |       |
| 15. Juni | John Neergaard                       | norwegischer Politiker, Mitglied des Storting                                                       | 89    |       |
| 16. Juni | Dionis Wasserburg                    | deutscher Lithograf                                                                                 | 71    |       |
| 17. Juni | Edwin von Manteuffel                 | preußischer Generalfeldmarschall                                                                    | 76    |       |
| 17. Juni | James W. Nesmith                     | US-amerikanischer Politiker                                                                         | 64    |       |
| 17. Juni | Ignaz Reimann                        | deutscher Kirchenmusiker und Komponist                                                              | 64    |       |
| 17. Juni | Johann Rittig                        | deutsch-amerikanischer Journalist und Politiker                                                     | 56    |       |
| 18. Juni | Richard Brown                        | US-amerikanischer Segler                                                                            |       |       |
| 18. Juni | Wilhelm Camphausen                   | deutscher Militär- und Schlachtenmaler                                                              | 67    |       |
| 18. Juni | Louis Segond                         | Schweizer Theologe                                                                                  | 75    |       |
| 19. Juni | Hermann Conrad                       | deutscher Rittergutsbesitzer und Politiker                                                          | 70    |       |
| 20. Juni | Thomas W. Bartley                    | US-amerikanischer Jurist und Politiker                                                              | 73    |       |
| 21. Juni | Karl Höchberg                        | sozialdemokratischer Publizist und Mäzen                                                            | 31    |       |
| 21. Juni | Henri Tresca                         | französischer Ingenieur                                                                             | 70    |       |
| 22. Juni | Muhammad Ahmad                       | islamisch-politischer Führer                                                                        |       |       |
| 22. Juni | Karl Wilhelm von Martini             | österreichischer Journalist und Politiker, Landtagsabgeordneter                                     | 63    |       |
| 22. Juni | Emil Riebeck                         | deutscher Ethnologe, Mineraloge, Naturforscher und Sammler                                          | 32    |       |
| 22. Juni | Joseph William Torrey                | Kaufmann und Mitgründer der amerikanischen Kolonie Ellena                                           | 57    |       |
| 23. Juni | Alexis Dumont                        | deutscher Jurist, Mainzer Bürgermeister                                                             | 65    |       |
| 23. Juni | Tagarah                              | australische Ureinwohnerin und Sklavin                                                              |       |       |
| 24. Juni | Oscar F. Moore                       | US-amerikanischer Politiker                                                                         | 68    |       |
| 24. Juni | Seth Ledyard Phelps                  | US-amerikanischer Politiker und Diplomat                                                            | 61    |       |
| 26. Juni | Friedrich Leopold Cornely            | deutscher Notar und Politiker                                                                       | 60    |       |
| 26. Juni | Carl Adolf Gugel                     | deutscher Akt- und Porträtmaler                                                                     | 65    |       |
| 26. Juni | Philipp Schwarzenberg                | deutscher Unternehmer und Politiker (DFP), Abgeordneter in der Frankfurter Nationalversammlung, MdR | 68    |       |
| 27. Juni | Louise Thérèse de Montaignac         | Gründerin der Oblatinnen des Heiligsten Herzens Jesu                                                | 65    |       |
| 28. Juni | Friedrich von Carmer-Borne           | schlesischer Gutsbesitzer und Politiker                                                             | 57    |       |
| 28. Juni | Vicente Cerna Sandoval               | guatemaltekischer Präsident                                                                         |       |       |
| 28. Juni | Simon Hirschland                     | deutscher Bankier                                                                                   | 77    |       |
| 28. Juni | Franz Umpfenbach                     | deutscher Altphilologe                                                                              | 49    |       |
| 28. Juni | Hermann Friedrich Valentin           | deutscher Jurist und Politiker (NLP), MdR                                                           | 73    |       |
| 29. Juni | Josef Blumenstetter                  | katholischer Geistlicher und Abgeordneter der Frankfurter Nationalversammlung                       | 78    |       |
| 29. Juni | Heinrich von Dehn-Rotfelser          | deutscher Architekt, kurhessischer bzw. preußischer Baubeamter und Denkmalpfleger                   | 59    |       |

## Juli
| Tag      | Name                                             | Beruf, bekannt als                                         | Alter | Beleg |
| -------- | ------------------------------------------------ | ---------------------------------------------------------- | ----- | ----- |
| 1. Juli  | Reuben Ellwood                                   | US-amerikanischer Politiker                                | 64    |       |
| 1. Juli  | Hermann Fehling                                  | deutscher Chemiker                                         | 74    |       |
| 2. Juli  | Johann Alois Minnich                             | Schweizer Badearzt                                         | 84    |       |
| 2. Juli  | Ernst von Schimmelmann                           | deutscher Rittergutsbesitzer und Parlamentarier            | 65    |       |
| 3. Juli  | Karl Schwartz                                    | deutscher Gymnasialdirektor und Historiker                 | 75    |       |
| 4. Juli  | Franz Borberg                                    | deutscher Bäcker und Stadtverordneter                      | 88    |       |
| 4. Juli  | Joseph Barton Elam                               | US-amerikanischer Politiker                                | 64    |       |
| 4. Juli  | Alexander Paul Ludwig Konstantin von Württemberg | Prinz von Württemberg                                      | 80    |       |
| 5. Juli  | Paul Vogt                                        | deutscher Mediziner                                        | 41    |       |
| 7. Juli  | Christoph Theodor Aeby                           | Schweizer Anthropologe                                     | 50    |       |
| 7. Juli  | John Stoughton Dennis                            | kanadischer Offizier und Landvermesser                     | 64    |       |
| 7. Juli  | Nicola De Giosa                                  | italienischer Komponist und Dirigent                       | 66    |       |
| 7. Juli  | Johann Christoph Hilf                            | deutscher Musiker                                          | 101   |       |
| 7. Juli  | Marie Krafft                                     | österreichische Malerin                                    | 73    |       |
| 11. Juli | Karl Hermann Rumschöttel                         | deutscher Verwaltungsbeamter                               | 64    |       |
| 12. Juli | Karl Wilhelm Bareiss                             | deutscher Architekt, Baubeamter und Hochschullehrer        | 66    |       |
| 12. Juli | Andreas Johannes Jäckel                          | deutscher Zoologe                                          | 63    |       |
| 13. Juli | Ferdinand Leopold Krieger                        | deutscher Jurist und Abgeordneter in Ostpreußen            | 61    |       |
| 13. Juli | Augusto Vera                                     | italienischer Philosoph                                    | 72    |       |
| 14. Juli | Ernest Hello                                     | französischer Schriftsteller und Philosoph                 | 56    |       |
| 14. Juli | Leopold von Stuckrad                             | preußischer Generalleutnant                                | 77    |       |
| 14. Juli | Charles Harrison Wright                          | preußischer Generalleutnant                                | 63    |       |
| 15. Juli | Rosalía de Castro                                | spanische Lyrikerin                                        | 48    |       |
| 15. Juli | Joseph Rosenthal                                 | deutscher Buchhändler, Antiquar                            | 80    |       |
| 17. Juli | Jean-Charles Chapais                             | kanadischer Politiker                                      | 73    |       |
| 18. Juli | Friedrich von Burghauß                           | schlesischer Gutsbesitzer und Politiker                    | 88    |       |
| 19. Juli | Jakob Mayer-Attenhofer                           | Schweizer Landschaftsmaler                                 | 78    |       |
| 20. Juli | Ferdinand Piatnik                                | österreichisch-ungarischer Kartenmaler und Unternehmer     | 65    |       |
| 20. Juli | Joseph Pomeroy Root                              | US-amerikanischer Politiker                                | 59    |       |
| 21. Juli | Ludwig von Lücken                                | deutscher Rittergutsbesitzer und Parlamentarier            | 54    |       |
| 21. Juli | Auguste Netz                                     | deutsche Opernsängerin und Theaterschauspielerin           | 54    |       |
| 23. Juli | Ulysses S. Grant                                 | US-amerikanischer Politiker, 18. Präsident der USA         | 63    |       |
| 24. Juli | Martin Balduin Kittel                            | deutscher Hofrat, Geologe und Botaniker                    | 87    |       |
| 24. Juli | Ludwig Schlager                                  | österreichischer Psychiater                                | 56    |       |
| 25. Juli | Ernst Laas                                       | deutscher Pädagoge und Philosoph                           | 48    |       |
| 25. Juli | Lorenzo Nina                                     | Kardinal der römisch-katholischen Kirche                   | 73    |       |
| 27. Juli | Gustav Wilhelm Körber                            | deutscher Botaniker                                        | 68    |       |
| 27. Juli | Hendrik Weyenbergh                               | niederländischer Zoologe                                   | 42    |       |
| 28. Juli | Moses Montefiore                                 | britischer Unternehmer und jüdischer Philanthrop           | 100   |       |
| 28. Juli | Wilhelm Schorcht                                 | Bürgermeister in Harburg, heute Ortsteil von Hamburg       | 59    |       |
| 28. Juli | Charles R. Train                                 | US-amerikanischer Politiker                                | 67    |       |
| 29. Juli | Joel Buchanan Danner                             | US-amerikanischer Politiker                                |       |       |
| 29. Juli | Henri Milne Edwards                              | französischer Zoologe, Karzinologe, Arzt und Naturforscher | 84    |       |
| 30. Juli | Karl Gustav Berndal                              | deutscher Theaterschauspieler                              | 54    |       |
| 30. Juli | Gustav Friedrich Scholl                          | württembergischer Oberamtmann                              | 73    |       |
| 31. Juli | Robert Francis Fairlie                           | britischer Ingenieur und Erfinder im Eisenbahnbau          | 54    |       |
| 31. Juli | Philipp Zöller                                   | deutsch-österreichischer Agrikulturchemiker                | 53    |       |

## August
| Tag        | Name                                       | Beruf, bekannt als                                                                                   | Alter | Beleg |
| ---------- | ------------------------------------------ | --- | ----- | ----- |
| 2. August  | Emanuel Olde                               | schwedischer Romanist, Anglist und Nordist                                                           | 82    |       |
| 2. August  | Heinrich Wilhelm Reichardt                 | österreichischer Botaniker                                                                           | 50    |       |
| 3. August  | Joseph A. Woodward                         | US-amerikanischer Politiker                                                                          | 79    |       |
| 4. August  | Anna Plochl                                | Frau von Erzherzog Johann                                                                            | 81    |       |
| 4. August  | August Prinzhofer                          | österreichischer Maler und Lithograph                                                                | 67    |       |
| 4. August  | Johann Ludwig Werder                       | deutscher Erfinder, Konstrukteur und Direktor der Maschinenfabrik Cramer-Klett in Nürnberg           | 77    |       |
| 5. August  | Julius Hamberger                           | theosophischer Schriftsteller                                                                        | 84    |       |
| 5. August  | Anton Urban                                | österreichischer Fabrikant                                                                           | 57    |       |
| 6. August  | Emil Zsigmondy                             | österreichischer Arzt und Bergsteiger                                                                | 23    |       |
| 7. August  | Anthony Ewoud Jan Modderman                | niederländischer Rechtswissenschaftler und Politiker                                                 | 46    |       |
| 7. August  | Edward H. Smith                            | US-amerikanischer Jurist und Politiker                                                               | 76    |       |
| 8. August  | James Garland                              | US-amerikanischer Politiker                                                                          | 94    |       |
| 8. August  | Willem Linnig der Ältere                   | belgischer Porträt- und Genremaler, Radierer                                                         | 66    |       |
| 8. August  | Charles Wood, 1. Viscount Halifax          | britischer Politiker, Mitglied des House of Commons                                                  | 84    |       |
| 10. August | James W. Marshall                          | US-amerikanischer Mann, Auslöser des Goldrausches                                                    | 74    |       |
| 11. August | Robert Mallory                             | US-amerikanischer Politiker                                                                          | 69    |       |
| 11. August | Richard Monckton Milnes, 1. Baron Houghton | britischer Literat, Mäzen, Politiker, Mitglied des House of Commons und Sammler erotischer Literatur | 76    |       |
| 11. August | Wolf Louis Anton Ferdinand von Stülpnagel  | preußischer General der Infanterie                                                                   | 72    |       |
| 11. August | Charles Wright                             | US-amerikanischer Botaniker                                                                          | 73    |       |
| 12. August | Georg Curtius                              | deutscher Philologe                                                                                  | 65    |       |
| 12. August | Johannes van Gogh                          | niederländischer Vizeadmiral und Offizier des Militär-Wilhelms-Ordens                                | 67    |       |
| 12. August | Helen Hunt Jackson                         | amerikanische Autorin                                                                                | 54    |       |
| 13. August | Eduard Stephani                            | deutscher Politiker (NLP), Vizebürgermeister Leipzig, MdR, MdL                                       | 67    |       |
| 14. August | Waldo P. Johnson                           | US-amerikanischer Politiker (Demokratische Partei)                                                   | 67    |       |
| 14. August | Ludwig Rüdt von Collenberg-Bödigheim       | badischer Diplomat und Staatsmann                                                                    | 86    |       |
| 15. August | August Corrodi                             | Schweizer Dichter und Maler                                                                          | 59    |       |
| 15. August | Jens Jacob Asmussen Worsaae                | dänischer Archäologe und Vorgeschichtler                                                             | 64    |       |
| 16. August | Goode Bryan                                | General der Konföderierten Staaten von Amerika im Amerikanischen Bürgerkrieg                         | 73    |       |
| 16. August | Julius Converse                            | US-amerikanischer Politiker                                                                          | 86    |       |
| 16. August | Friedrich Cornelius                        | deutscher Verwaltungsjurist                                                                          | 68    |       |
| 16. August | Adalbert zu Stolberg-Stolberg              | deutscher Rittergutsbesitzer und Politiker, MdR                                                      | 45    |       |
| 17. August | Paul Eduard Starcke                        | deutscher Militärarzt                                                                                | 47    |       |
| 17. August | Georg Thilenius                            | deutscher Badearzt und Politiker (NLP), MdR                                                          | 55    |       |
| 18. August | Ludwig Lange                               | deutscher Altphilologe                                                                               | 60    |       |
| 19. August | Mathias Wahl                               | österreichischer Politiker                                                                           | 69    |       |
| 20. August | Daniel Johnson Morrell                     | US-amerikanischer Politiker                                                                          | 64    |       |
| 20. August | Harry Ord                                  | Gouverneur der Bermudas, der Straits Settlements und von Western Australia                           | 66    |       |
| 22. August | Jakob Fehr                                 | Schweizer Bäcker, Jurist und Politiker                                                               | 56    |       |
| 23. August | Eduard Wagner                              | deutscher Kartograph                                                                                 | 74    |       |
| 24. August | Eduard von Riedel                          | deutscher Architekt und bayerischer Baubeamter                                                       | 72    |       |
| 25. August | Reuben Fenton                              | US-amerikanischer Politiker                                                                          | 66    |       |
| 26. August | Joseph Bailey                              | US-amerikanischer Politiker                                                                          | 75    |       |
| 26. August | Wilson Reilly                              | US-amerikanischer Politiker                                                                          | 74    |       |
| 26. August | August Gottfried Ritter                    | deutscher Komponist und Organist                                                                     | 74    |       |
| 27. August | Johann Georg Theodor Grässe                | deutscher Bibliograf und Literaturhistoriker                                                         | 71    |       |
| 28. August | Georg Hermann Braun                        | deutscher Rittergutsbesitzer, MdR                                                                    | 61    |       |
| 28. August | Julius Hopp                                | österreichischer Komponist, Arrangeur und Übersetzer                                                 | 66    |       |
| 28. August | Juhan Leinberg                             | estnischer Sektenführer                                                                              | 72    |       |
| 29. August | Johann Georg Claussen                      | deutscher Unternehmer und Politiker, MdBB                                                            | 77    |       |
| 29. August | Bernhard Horwitz                           | deutsch-britischer Schachmeister und Studienkomponist                                                | 78    |       |
| 29. August | Otto von Lüderitz                          | preußischer Generalleutnant                                                                          | 67    |       |
| 30. August | Antoine Girot                              | französischer Stilllebenmaler und Aquarellist                                                        | 76    |       |
| 30. August | Thomas Thornycroft                         | englischer Bildhauer und Ingenieur                                                                   | 70    |       |
| 31. August | John C. Burch                              | US-amerikanischer Politiker                                                                          | 59    |       |
| 31. August | Edgar Cowan                                | US-amerikanischer Politiker                                                                          | 69    |       |
| 31. August | Theodor Harpprecht                         | deutscher Alpinist                                                                                   | 44    |       |
| 31. August | Georg Christian Haug                       | württembergischer Oberamtmann                                                                        | 78    |       |
| 31. August | Georg Metz                                 | deutscher Gutsbesitzer und Mitglied des Preußischen Abgeordnetenhauses                               | 52    |       |
| 31. August | Karl Adolf Rössler                         | deutscher Jurist, Beamter, Maler und Schmetterlingsforscher                                          | 71    |       |

## September
| Tag           | Name                         | Beruf, bekannt als                                                                 | Alter | Beleg |
| ------------- | ---------------------------- | ---------------------------------------------------------------------------------- | ----- | ----- |
| 1. September  | Karl Uhde                    | deutscher Chirurg                                                                  | 72    |       |
| 2. September  | Friedrich Tüshaus            | deutscher Genre- und Historienmaler sowie Holzstecher und Illustrator              | 53    |       |
| 3. September  | August Adolf Focke           | deutscher Kaufmann und Stifter                                                     | 68    |       |
| 3. September  | James C. Freeman             | US-amerikanischer Politiker                                                        | 65    |       |
| 3. September  | William M. Gwin              | US-amerikanischer Politiker                                                        | 79    |       |
| 5. September  | Charles Upson                | US-amerikanischer Politiker                                                        | 64    |       |
| 5. September  | Zuo Zongtang                 | chinesischer Staatsmann und Militär                                                | 72    |       |
| 6. September  | Edme Charles Philippe Lepère | französischer Staatsmann                                                           | 62    |       |
| 6. September  | Narcís Monturiol             | spanischer Ingenieur und Erfinder                                                  | 65    |       |
| 7. September  | James La Fayette Cottrell    | US-amerikanischer Politiker                                                        | 77    |       |
| 7. September  | José de Posada Herrera       | Regierungspräsident von Spanien                                                    | 71    |       |
| 9. September  | Jean-Claude Bouquet          | französischer Mathematiker                                                         | 66    |       |
| 9. September  | Karl von Müller              | preußischer Generalleutnant                                                        | 63    |       |
| 10. September | Johann Jacob Baeyer          | preußischer Offizier, Geodät und Geograph                                          | 90    |       |
| 10. September | Joseph Beaume                | französischer Maler                                                                | 88    |       |
| 10. September | William Guy                  | britischer Mediziner und Statistiker                                               | 75    |       |
| 10. September | Scott Lord                   | US-amerikanischer Jurist und Politiker                                             | 64    |       |
| 12. September | Karl Hermann Bitter          | deutscher Staatsmann und Musikschriftsteller                                       | 72    |       |
| 12. September | Hans Canon                   | österreichischer Maler                                                             | 56    |       |
| 13. September | Thekla von Baudissin         | deutsche Schriftstellerin                                                          | 72    |       |
| 13. September | Heinrich Haeser              | deutscher Pathologe, Medizinhistoriker und Hochschullehrer                         | 73    |       |
| 13. September | Friedrich Kiel               | deutscher Komponist und Musikpädagoge                                              | 63    |       |
| 13. September | Donald Charles Stewart       | englisches Tennisspieler                                                           | 25    |       |
| 14. September | Gustav Eduard Becker         | deutscher Uhrmacher und Begründer der Uhrenmarke Gustav Becker                     | 66    |       |
| 14. September | Carl August Friedrich Fetzer | württembergischer liberaler Politiker                                              | 76    |       |
| 15. September | Edward Haight                | US-amerikanischer Politiker                                                        | 68    |       |
| 15. September | Arphaxed Loomis              | US-amerikanischer Jurist und Politiker                                             | 87    |       |
| 16. September | Carl Triebel                 | deutscher Landschafts- und Architekturmaler und Radierer                           | 62    |       |
| 18. September | Henry R. Selden              | US-amerikanischer Jurist und Politiker                                             | 79    |       |
| 19. September | Joseph Adam Hartmann         | deutscher Maler                                                                    | 73    |       |
| 19. September | Joseph Hirschel              | deutscher katholischer Theologe                                                    | 67    |       |
| 20. September | Walter Weldon                | englischer Chemiker und Publizist                                                  | 52    |       |
| 20. September | Gustav Wunder                | deutscher Chemiker und Professor                                                   | 54    |       |
| 21. September | Hermann Theodor Breithaupt   | deutscher Geologe, Ingenieur und Patriot                                           | 65    |       |
| 21. September | Heinrich August Ludwig Rose  | deutscher Geistlicher                                                              | 69    |       |
| 21. September | August Sabac el Cher         | deutscher Kammerdiener des preußischen Prinzen Albrecht                            |       |       |
| 21. September | Albert Werfer                | deutscher Pfarrer und Autor                                                        | 69    |       |
| 22. September | Albert Wessel                | Schweizer Jurist und Politiker                                                     | 56    |       |
| 23. September | Dominique Dupuy              | französischer Geistlicher und Naturforscher                                        | 73    |       |
| 23. September | Joseph Hubbard Echols        | US-amerikanischer Plantagenbesitzer und Politiker                                  | 68    |       |
| 23. September | Carl Spitzweg                | Maler des Biedermeier                                                              | 77    |       |
| 23. September | Alphons Thun                 | estnischer Volkswirt                                                               | 31    |       |
| 24. September | Martin Joseph Mack           | deutscher katholischer Theologe                                                    | 80    |       |
| 24. September | Hermann Waldow               | deutscher Pharmazeut, Naturwissenschaftler und Dichter                             | 85    |       |
| 25. September | Pierre Edmond Boissier       | Schweizer Botaniker                                                                | 75    |       |
| 25. September | Ludwig Braunfels             | deutscher Journalist, Dichter und Übersetzer                                       | 75    |       |
| 25. September | Franz Jacob Wigard           | deutscher Politiker (DFP), MdR                                                     | 78    |       |
| 26. September | George H. Browne             | US-amerikanischer Politiker                                                        | 67    |       |
| 26. September | Thérèse Couderc              | französische Ordensgründerin und Heilige der katholischen Kirche                   | 80    |       |
| 26. September | Albert Hopf                  | politisch-sozialkritischer Karikaturist und Satiriker                              | 70    |       |
| 26. September | Gustav von König             | deutscher Jurist und Politiker, MdR, Oberappellationsrat, MdL (Königreich Sachsen) | 73    |       |
| 27. September | Theodor Krüger               | deutscher Architekt der Neogotik                                                   | 67    |       |
| 27. September | Karl Mehnert                 | deutscher Politiker, MdL (Königreich Sachsen)                                      | 74    |       |
| 28. September | Julius Alhard Gelpke         | Schweizer Arzt                                                                     | 74    |       |
| 28. September | Carl Georg Siemens           | deutscher Technologe und Hochschullehrer                                           | 76    |       |
| 29. September | Adolf Leiber                 | badischer Beamter                                                                  | 77    |       |
| 29. September | Heinrich Wieschebrink        | deutscher Genre- und Porträtmaler                                                  | 32    |       |
| 30. September | Maria Kleine-Gartman         | niederländische Schauspielerin                                                     | 66    |       |
| 30. September | Georg Repsold                | deutscher Techniker und Unternehmer                                                | 81    |       |

## Oktober
| Tag         | Name                                          | Beruf, bekannt als                                                                                  | Alter | Beleg |
| ----------- | --------------------------------------------- | --------------------------------------------------------------------------------------------------- | ----- | ----- |
| 1. Oktober  | Anthony Ashley-Cooper, 7. Earl of Shaftesbury | britischer Politiker, Mitglied des House of Commons und Philanthrop                                 | 84    |       |
| 2. Oktober  | Arthur Breycha                                | österreichischer Beamter und Politiker                                                              | 59    |       |
| 2. Oktober  | Justus von Gruner                             | preußischer Beamter und liberaler Politiker                                                         | 78    |       |
| 3. Oktober  | Friedrich Hassaurek                           | US-amerikanischer Journalist und Diplomat                                                           | 53    |       |
| 3. Oktober  | Johan Koren                                   | norwegischer Arzt und Zoologe                                                                       | 76    |       |
| 4. Oktober  | Charles Clayton                               | US-amerikanischer Politiker                                                                         | 59    |       |
| 4. Oktober  | Adriaan Heynsius                              | niederländischer Mediziner und Biochemiker                                                          | 54    |       |
| 4. Oktober  | Karl Mohr                                     | deutscher Landwirt und Politiker (NLP), MdR                                                         | 65    |       |
| 4. Oktober  | Christoph Opitz                               | deutscher Orgelbauer                                                                                | 70    |       |
| 4. Oktober  | Armin Radefeld                                | deutscher evangelischer Pädagoge, evangelischer Pfarrer und Historiker                              |       |       |
| 4. Oktober  | Heinrich Ferdinand Scherk                     | deutscher Mathematiker und Astronom                                                                 | 86    |       |
| 5. Oktober  | Wilhelm Heine                                 | deutscher Maler, Schriftsteller und Reisender                                                       | 58    |       |
| 5. Oktober  | Lysandros Kaftantzoglou                       | griechischer klassizistischer Architekt                                                             |       |       |
| 6. Oktober  | Amalie Mittell                                | Theaterschauspielerin                                                                               |       |       |
| 6. Oktober  | Charles-Philippe Robin                        | französischer Biologe und Histologe                                                                 | 64    |       |
| 6. Oktober  | Carl Schönfeld                                | deutscher Theaterschauspieler und -regisseur                                                        | 65    |       |
| 6. Oktober  | Theodoric R. Westbrook                        | US-amerikanischer Jurist und Politiker                                                              | 63    |       |
| 7. Oktober  | Friedrich Buresch                             | deutscher Fabrikant                                                                                 | 63    |       |
| 8. Oktober  | Émile Perrin                                  | französischer Maler, Kunstkritiker, Theaterdekorateur und Theaterleiter                             | 71    |       |
| 9. Oktober  | Joseph Geefs                                  | belgischer Bildhauer                                                                                | 76    |       |
| 9. Oktober  | Adolf Rueff                                   | deutscher Tierarzt                                                                                  | 65    |       |
| 10. Oktober | John McCloskey                                | US-amerikanischer Geistlicher, Kardinal der Katholischen Kirche                                     | 75    |       |
| 10. Oktober | Jean-Mathieu Nisen                            | belgischer Porträt-, Historien- und Genremaler                                                      | 65    |       |
| 11. Oktober | Wilhelm von Bonin                             | preußischer Generalleutnant                                                                         | 60    |       |
| 11. Oktober | Burwell Boykin Lewis                          | US-amerikanischer Rechtsanwalt und Politiker                                                        | 47    |       |
| 14. Oktober | Josh Billings                                 | US-amerikanischer Autor                                                                             | 67    |       |
| 14. Oktober | Thomas Davidson                               | schottischer Paläontologe                                                                           | 68    |       |
| 15. Oktober | Karl Bernhard von Reitzenstein                | württembergischer Generalleutnant                                                                   | 76    |       |
| 16. Oktober | Hugh Rose, 1. Baron Strathnairn               | britischer Feldmarschall                                                                            | 84    |       |
| 17. Oktober | Carl Wilhelm Diehl                            | deutsch-argentinischer Kaufmann und Lyriker                                                         | 61    |       |
| 17. Oktober | Charles McNeill Gray                          | US-amerikanischer Politiker                                                                         | 78    |       |
| 17. Oktober | Richard Harnier                               | deutscher Politiker (NLP), MdR                                                                      | 65    |       |
| 17. Oktober | Nicolas Joly                                  | französischer Zoologe                                                                               | 73    |       |
| 18. Oktober | Célestin Gérard                               | französischer Konstrukteur, Industrieller                                                           | 64    |       |
| 18. Oktober | Christian Johann Heinrich Schmidt             | deutscher Lokomotivführer                                                                           | 74    |       |
| 18. Oktober | Karl Weidinger                                | deutscher Verwaltungsjurist und Politiker                                                           | 58    |       |
| 19. Oktober | Caspar Butz                                   | deutsch-amerikanischer Buchhändler, Schriftsteller und Politiker                                    | 59    |       |
| 19. Oktober | Carl Hermann Eberstein                        | deutscher Jurist                                                                                    | 55    |       |
| 19. Oktober | Willem Jozef Jonckbloet                       | niederländischer Historiker                                                                         | 68    |       |
| 20. Oktober | Franz von Spiegelfeld                         | österreichischer Beamter und Statthalter                                                            | 83    |       |
| 21. Oktober | George Funston Miller                         | US-amerikanischer Politiker                                                                         | 76    |       |
| 21. Oktober | Michele Novaro                                | italienischer Komponist                                                                             | 66    |       |
| 21. Oktober | Moritz von Prittwitz                          | preußischer General der Infanterie, Festungsbaudirektor                                             | 90    |       |
| 21. Oktober | Friedrich von Schorlemer                      | deutscher Politiker                                                                                 | 70    |       |
| 22. Oktober | George Abbas Kooli D’Arcy                     | britischer Kolonialgouverneur                                                                       | 67    |       |
| 22. Oktober | Pavol Dobšinský                               | slowakischer Schriftsteller                                                                         | 57    |       |
| 23. Oktober | Johannes Kaspar                               | deutscher Maler (Nazarener)                                                                         | 63    |       |
| 23. Oktober | Eduard Pechmann von Massen                    | österreichischer General und Geograf                                                                | 74    |       |
| 24. Oktober | Leopold Friedrich von Hofmann                 | österreichischer Diplomat und Minister                                                              | 63    |       |
| 24. Oktober | John B. Page                                  | US-amerikanischer Politiker                                                                         | 59    |       |
| 25. Oktober | Robert McKnight                               | US-amerikanischer Politiker                                                                         | 65    |       |
| 27. Oktober | Ludwig Maximilian von Rigal-Grunland          | deutscher Unternehmer                                                                               | 76    |       |
| 27. Oktober | Gustav von Saurma-Jeltsch                     | deutscher Herrschaftsbesitzer und Politiker (Zentrum), MdR                                          | 61    |       |
| 27. Oktober | Wilhelm Sihler                                | deutscher lutherischer Pfarrer                                                                      | 83    |       |
| 28. Oktober | Albert Robert Brömel                          | deutscher lutherischer Theologe                                                                     | 70    |       |
| 28. Oktober | Hermann Leberecht Ohl                         | deutscher evangelisch-lutherischer Geistlicher, Hofprediger und Superintendent in Neustrelitz       | 79    |       |
| 29. Oktober | John Bullock Clark                            | US-amerikanischer Politiker                                                                         | 83    |       |
| 29. Oktober | Joseph Finegan                                | Südstaaten-Militär                                                                                  | 70    |       |
| 29. Oktober | James Hannington                              | britischer Missionar und Bischof                                                                    | 38    |       |
| 29. Oktober | Ernst Lafite                                  | österreichischer Maler                                                                              | 59    |       |
| 29. Oktober | Heinrich Loges                                | deutscher Buchhändler und sozialdemokratischer Zeitungsredakteur zur Zeit der Sozialistenverfolgung | 41    |       |
| 29. Oktober | George B. McClellan                           | US-amerikanischer Offizier und Politiker                                                            | 58    |       |
| 29. Oktober | Antoine Sénard                                | französischer Politiker                                                                             | 85    |       |
| 30. Oktober | Siegfried Albrecht                            | deutscher Politiker, MdHB und Jurist                                                                | 66    |       |
| 30. Oktober | Theodor Goetz                                 | deutscher Architekt                                                                                 | 79    |       |
| 30. Oktober | Gustav Adolf Merkel                           | deutscher Orgelvirtuose und Komponist                                                               | 57    |       |
| 30. Oktober | William Thomas Mulvany                        | irisch-deutscher Unternehmer                                                                        | 79    |       |
| 30. Oktober | Giuseppe Ravizza                              | italienischer Erfinder                                                                              | 74    |       |
| 30. Oktober | Margaretha Maria Snouck van Loosen            | niederländische Stifterin                                                                           |       |       |
| 31. Oktober | James Hamilton, 1. Duke of Abercorn           | schottischer Adliger und britischer Staatsmann                                                      | 74    |       |
| 31. Oktober | Juan Bautista Topete                          | spanischer Admiral und Politiker                                                                    | 64    |       |

## November
| Tag          | Name                                           | Beruf, bekannt als                                                                              | Alter | Beleg |
| ------------ | ---------------------------------------------- | ----------------------------------------------------------------------------------------------- | ----- | ----- |
| 1. November  | Richard Kunisch von Richthofen                 | deutscher Landrat und Mitglied des Preußischen Abgeordnetenhauses                               | 57    |       |
| 3. November  | Adele Beckmann                                 | italienische Soubrette, Opernsängerin (Sopran) und Tänzerin                                     | 69    |       |
| 3. November  | August Schwendenwein von Lanauberg             | österreichischer Architekt                                                                      | 67    |       |
| 6. November  | Wolf Emil von Gersdorff                        | deutscher Rittergutsbesitzer, Landschaftsdirektor, Verwaltungsbeamter und Landrat               | 68    |       |
| 6. November  | Elizabeth Grant of Rothiemurchus               | schottische Tagebuchautorin                                                                     | 88    |       |
| 6. November  | Caroline Hahn                                  | deutsche Opernsängerin (Alt/Sopran)                                                             | 71    |       |
| 6. November  | Robert Johnston                                | US-amerikanischer Politiker                                                                     | 67    |       |
| 6. November  | Eben Newton                                    | US-amerikanischer Politiker (United States Whig Party)                                          | 90    |       |
| 8. November  | Cesáreo Guillermo                              | Staatspräsident der Dominikanischen Republik                                                    | 38    |       |
| 8. November  | Otto Kähler                                    | preußischer Generalmajor                                                                        | 55    |       |
| 8. November  | Johannes Kneppelhout                           | niederländischer Schriftsteller                                                                 | 71    |       |
| 8. November  | Ambrose S. Murray                              | US-amerikanischer Politiker                                                                     | 77    |       |
| 8. November  | Théophile de Rutté                             | Schweizer Kaufmann und erster Honorarkonsul der Schweiz in Kalifornien                          | 59    |       |
| 10. November | Jean-Jacques Darier                            | Schweizer Politiker                                                                             | 82    |       |
| 10. November | Philipp Janz                                   | deutscher Landschafts- und Genremaler sowie Restaurator und Konservator                         | 72    |       |
| 10. November | Bradford N. Stevens                            | US-amerikanischer Politiker                                                                     | 72    |       |
| 11. November | Mariano Falcini                                | italienischer Architekt                                                                         | 81    |       |
| 11. November | Christian Friedrich Freyer                     | deutscher Lepidopterologe                                                                       | 91    |       |
| 11. November | John Mankey Riggs                              | US-amerikanischer Zahnarzt                                                                      | 74    |       |
| 11. November | Oswald Sickert                                 | dänisch-deutscher Maler                                                                         | 57    |       |
| 13. November | Maximilian von Arco-Zinneberg                  | Adeliger, Schlossherr, Person der Bayerischen Geschichte                                        | 73    |       |
| 13. November | Anselmo José Braamcamp                         | portugiesischer Politiker                                                                       |       |       |
| 13. November | William Sharon                                 | US-amerikanischer Politiker                                                                     | 64    |       |
| 14. November | Gustav von Bezold                              | bayerischer Ministerialbeamter und Gründungspräsident des Deutschen Alpenvereins                | 74    |       |
| 14. November | Cajetan von Tautphoeus                         | deutscher Jurist und Ministerialbeamter                                                         | 80    |       |
| 14. November | Eduard Wedekind                                | deutscher Politiker                                                                             | 80    |       |
| 15. November | Friedrich August Eckstein                      | deutscher Philologe, Lehrer, Hochschullehrer und Lexikograph                                    | 75    |       |
| 15. November | Juliusz Zarębski                               | polnischer Komponist und Pianist                                                                | 31    |       |
| 16. November | Louis Riel                                     | kanadischer Rebell und Politiker                                                                | 41    |       |
| 17. November | Johann Jakob Della Bona                        | österreichischer Geistlicher                                                                    | 70    |       |
| 17. November | Karl Krticzka von Jaden                        | österreichischer Polizist, Polizeipräsident von Wien (1881–1885)                                | 61    |       |
| 17. November | Georg Ott                                      | katholischer Theologe und Schriftsteller                                                        | 74    |       |
| 17. November | Gustav Seyffarth                               | deutscher Ägyptologe                                                                            | 89    |       |
| 18. November | Azariah Boody                                  | US-amerikanischer Politiker                                                                     | 70    |       |
| 18. November | Constantijn Theodoor van Lynden van Sandenburg | niederländischer Staatsmann                                                                     | 59    |       |
| 19. November | William Benjamin Carpenter                     | englischer Physiologe und Naturforscher                                                         | 72    |       |
| 19. November | Nikolai Jakowlewitsch Danilewski               | russischer Naturwissenschaftler, politischer Schriftsteller und Programmatiker des Panslawismus | 62    |       |
| 20. November | Ernst Burow                                    | deutscher Arzt                                                                                  | 47    |       |
| 20. November | Gerhard Schneemann                             | deutscher katholischer Theologe und Historiker, Jesuit                                          | 56    |       |
| 20. November | Franz Wickhoff                                 | österreichischer Politiker                                                                      | 58    |       |
| 20. November | Karl Wohnlich                                  | deutscher Historien-, Genre- und Bildnismaler                                                   | 60    |       |
| 21. November | Antonio Maria Panebianco                       | italienischer Geistlicher, Kurienkardinal                                                       | 77    |       |
| 21. November | George C. Woodruff                             | US-amerikanischer Politiker                                                                     | 79    |       |
| 22. November | Martin Bätz                                    | deutscher Unternehmer und Landespolitiker                                                       | 55    |       |
| 22. November | Moritz Buddensieg                              | Landtagsabgeordneter                                                                            | 70    |       |
| 22. November | Heinrich Friedrich Frankenberger               | deutscher Harfenist, Komponist und Musiklehrer                                                  | 61    |       |
| 23. November | Otto Lehfeld                                   | deutscher Theaterschauspieler                                                                   | 60    |       |
| 23. November | John T. Stuart                                 | US-amerikanischer Politiker                                                                     | 78    |       |
| 24. November | Jakob Jochim Christian Bargsted                | Hamburger Buchdrucker und Abgeordneter                                                          | 88    |       |
| 24. November | Adolf Loewe                                    | polnischer Architekt                                                                            | 74    |       |
| 25. November | Grigore Alexandrescu                           | rumänischer Schriftsteller und Dichter                                                          | 75    |       |
| 25. November | Alfons XII.                                    | König von Spanien                                                                               | 27    |       |
| 25. November | Nicolás Avellaneda                             | Präsident von Argentinien                                                                       | 48    |       |
| 25. November | Thomas A. Hendricks                            | US-amerikanischer Politiker, 21. Vizepräsident der USA                                          | 66    |       |
| 25. November | Philipp von Podewils                           | bayerischer Generalleutnant                                                                     | 76    |       |
| 26. November | Thomas Andrews                                 | irischer Physikochemiker                                                                        | 71    |       |
| 26. November | Jeremiah W. Dwight                             | US-amerikanischer Politiker                                                                     | 66    |       |
| 26. November | Francisco Serrano Domínguez                    | spanischer General und Politiker                                                                | 75    |       |
| 26. November | Carl Gustav Thilo                              | deutscher Jurist und Politiker, MdR                                                             | 56    |       |
| 27. November | Eberhard Emminger                              | deutscher Lithograph und Maler                                                                  | 77    |       |
| 27. November | Friedrich                                      | Herzog von Schleswig-Holstein-Sonderburg-Glücksburg                                             | 71    |       |
| 27. November | Andrea Maffei                                  | italienischer Schriftsteller, Librettist und Übersetzer                                         | 87    |       |
| 27. November | Wandering Spirit                               | Häuptling der Cree                                                                              |       |       |
| 28. November | Carl von Neubronn                              | deutscher Beamter und Abgeordneter des badischen Landtags                                       | 78    |       |
| 28. November | John Perkins junior                            | US-amerikanischer Politiker                                                                     | 66    |       |
| 28. November | Eduard Schoenfeld                              | deutscher Maler                                                                                 | 46    |       |
| 30. November | Christian Pfann                                | deutscher Lithograph und Fotograf                                                               | 61    |       |

## Dezember
| Tag          | Name                                 | Beruf, bekannt als                                                                      | Alter | Beleg |
| ------------ | ------------------------------------ | --------------------------------------------------------------------------------------- | ----- | ----- |
| 2. Dezember  | Hermann Lingnau                      | Lübecker Postdirektor                                                                   | 70    |       |
| 2. Dezember  | Isaac Lawrence Milliken              | US-amerikanischer Politiker                                                             | 70    |       |
| 2. Dezember  | Rudolf Möller                        | deutscher Philologe und Gymnasiallehrer                                                 | 70    |       |
| 3. Dezember  | William Aldrich                      | US-amerikanischer Politiker                                                             | 65    |       |
| 3. Dezember  | Pieter Harting                       | niederländischer Mediziner, Geologe, Hydrologe und Botaniker                            | 73    |       |
| 3. Dezember  | Albert Jucker                        | Schweizer Unternehmer                                                                   | 41    |       |
| 3. Dezember  | Carl Rosenberg                       | dänischer Publizist                                                                     | 56    |       |
| 3. Dezember  | Heinrich Wilhelm Josias Thiersch     | deutscher Theologe                                                                      | 68    |       |
| 4. Dezember  | Dominic Manucy                       | US-amerikanischer Geistlicher, Apostolischer Vikar von Brownsville                      | 61    |       |
| 4. Dezember  | Bruno Adolph Sturm                   | Jurist und Abgeordneter in der Frankfurter Nationalversammlung                          |       |       |
| 5. Dezember  | Wilhelm Ripe                         | deutscher Maler und Grafiker                                                            | 67    |       |
| 6. Dezember  | Robert Gerwig                        | deutscher Bauingenieur und Politiker (NLP), MdR                                         | 65    |       |
| 6. Dezember  | Marian Hooper Adams                  | US-amerikanische High Society-Lady der Washingtoner Gesellschaft und Hobbyfotografin    | 42    |       |
| 6. Dezember  | Wolfgang Straßmann                   | deutscher Mediziner und Politiker (linksliberal)                                        | 64    |       |
| 7. Dezember  | Carl von Schlitz, genannt von Goertz | hessischer Standesherr                                                                  | 63    |       |
| 8. Dezember  | Heinrich Heinlein                    | deutscher Maler                                                                         | 82    |       |
| 8. Dezember  | Christoph Hoffmann                   | Stifter der deutschen Tempelgesellschaft                                                | 70    |       |
| 8. Dezember  | Stephan von Jovanović                | österreichischer Feldmarschallleutnant                                                  | 57    |       |
| 8. Dezember  | William Henry Vanderbilt             | US-amerikanischer Eisenbahn-Tycoon und Unternehmer                                      | 64    |       |
| 9. Dezember  | Hermann Becker                       | deutscher Politiker, Oberbürgermeister von Dortmund und Köln                            | 65    |       |
| 9. Dezember  | Adolf Fuchs                          | deutscher evangelisch-lutherischer Geistlicher, Autor, Auswanderer und Siedler in Texas | 80    |       |
| 9. Dezember  | Guglielmo Guiscardi                  | italienischer Mineraloge und Geologe                                                    | 64    |       |
| 9. Dezember  | Josef von Hirsch                     | deutscher Bankier und Kaufmann                                                          | 80    |       |
| 9. Dezember  | Alma Hütter-Krause                   | deutsche Opernsängerin (Sopran)                                                         | 40    |       |
| 9. Dezember  | Franz Tobisch                        | österreichischer Unternehmer                                                            |       |       |
| 10. Dezember | Friedrich Adamson von Moltke         | deutsch-dänischer Verwaltungsjurist und Regierungspräsident                             | 69    |       |
| 11. Dezember | Hermann Heinrich Ploss               | deutscher Gynäkologe und Anthropologe                                                   | 66    |       |
| 11. Dezember | Niels Simonsen                       | dänischer Maler und Bildhauer                                                           | 78    |       |
| 11. Dezember | Bartholomäus Wrann                   | österreichischer Politiker                                                              | 72    |       |
| 12. Dezember | Fritz Schneider                      | deutscher Maler                                                                         | 37    |       |
| 13. Dezember | B. Gratz Brown                       | US-amerikanischer Politiker                                                             | 59    |       |
| 13. Dezember | James Henry Dickey Henderson         | US-amerikanischer Politiker                                                             | 75    |       |
| 14. Dezember | Ernst Falkbeer                       | österreichischer Schachmeister                                                          | 66    |       |
| 14. Dezember | Arthur Purves Phayre                 | britischer Generalkommissar, Armeeoffizier und Historiker                               | 73    |       |
| 14. Dezember | Jerry Thomas                         | US-amerikanischer Barkeeper und Gastronom                                               |       |       |
| 14. Dezember | Kuno von Wiederhold                  | württembergischer General und Kriegsminister                                            | 76    |       |
| 15. Dezember | Henning von Bassewitz                | Staatsminister, Reichstagsabgeordneter                                                  | 71    |       |
| 15. Dezember | Ferdinand II.                        | König von Portugal                                                                      | 69    |       |
| 15. Dezember | Ludwig Nohl                          | deutscher Musikwissenschaftler                                                          | 54    |       |
| 15. Dezember | Robert Augustus Toombs               | US-amerikanischer Politiker und Brigadegeneral der Konföderierten                       | 75    |       |
| 16. Dezember | Karl Wilhelm Martin                  | Schweizer Politiker                                                                     | 39    |       |
| 17. Dezember | Ernst Friedrich Ball                 | deutscher evangelischer Theologe                                                        | 86    |       |
| 17. Dezember | Franz Xaver Krautbauer               | deutschstämmiger, katholischer Bischof in USA                                           | 61    |       |
| 18. Dezember | John R. Goodin                       | US-amerikanischer Politiker                                                             | 49    |       |
| 18. Dezember | Hiland Hall                          | US-amerikanischer Jurist und Politiker                                                  | 90    |       |
| 18. Dezember | Fritz Hildebrandt                    | deutscher Marinemaler                                                                   | 66    |       |
| 18. Dezember | William Pitt Lynde                   | US-amerikanischer Politiker                                                             | 68    |       |
| 19. Dezember | Ryland Fletcher                      | US-amerikanischer Politiker                                                             | 86    |       |
| 20. Dezember | Horace Harrison                      | US-amerikanischer Jurist und Politiker                                                  | 56    |       |
| 20. Dezember | Karl Huber                           | rumäniendeutscher Komponist, Geiger, Dirigent und Musikpädagoge                         | 57    |       |
| 20. Dezember | Albert Sigismund Jaspis              | lutherischer Theologe und Generalsuperintendent von Pommern                             | 76    |       |
| 20. Dezember | Joseph von Schneller                 | österreichischer Arzt                                                                   | 71    |       |
| 20. Dezember | Max Seifriz                          | deutscher Geiger, Komponist und Dirigent                                                | 58    |       |
| 21. Dezember | Joseph H. Defrees                    | US-amerikanischer Politiker                                                             | 73    |       |
| 21. Dezember | Eduard Hölzel                        | österreichischer Buchhändler und Verleger                                               | 68    |       |
| 21. Dezember | Robert Krause                        | deutscher Landschaftsmaler                                                              | 72    |       |
| 21. Dezember | Georg Niederkofler                   | österreichischer Historienmaler                                                         | 63    |       |
| 22. Dezember | August Juljewitsch Dawidow           | russischer Mathematiker                                                                 | 62    |       |
| 22. Dezember | George Harrison                      | Lord Provost von Edinburgh und Politiker                                                |       |       |
| 22. Dezember | Vinzenz Komposch                     | österreichischer Bergwerksbesitzer und Politiker                                        | 66    |       |
| 22. Dezember | Friedrich Heinrich Roloff            | deutscher Tierarzt                                                                      | 55    |       |
| 22. Dezember | Edmond Tulasne                       | französischer Botaniker und Mykologe                                                    | 70    |       |
| 23. Dezember | Eduard Johns                         | deutscher Politiker, MdHB, Senator und Kaufmann                                         | 82    |       |
| 23. Dezember | Maximilian von Philipsborn           | preußischer Gesandter und Politiker                                                     | 70    |       |
| 23. Dezember | Heinrich Triest                      | deutscher Kirchenmusiker und Komponist                                                  | 74    |       |
| 24. Dezember | Sanford Christie Barnum              | US-amerikanischer Zahnarzt und Erfinder des Kofferdam                                   | 47    |       |
| 24. Dezember | Louis Prosper Gachard                | belgischer Staatsarchivar und Historiker                                                | 85    |       |
| 24. Dezember | William S. Haymond                   | US-amerikanischer Politiker                                                             | 62    |       |
| 25. Dezember | Elijah Abel                          | afroamerikanischer Priester                                                             | 77    |       |
| 25. Dezember | Eugène Emmanuel Amaury-Duval         | französischer Maler                                                                     | 77    |       |
| 26. Dezember | Julius Glaser                        | österreichischer Rechtswissenschaftler und Politiker, Landtagsabgeordneter              | 54    |       |
| 26. Dezember | Rosa Vercellana                      | zweite Gemahlin des italienischen Königs Viktor Emanuel II.                             | 52    |       |
| 27. Dezember | Samuel Birch                         | britischer Ägyptologe                                                                   | 72    |       |
| 27. Dezember | August Geyer                         | deutsch-österreichischer Strafrechtler, Rechtsphilosoph und Hochschullehrer             | 54    |       |
| 27. Dezember | Albert von Rechberg                  | deutscher Adliger und Präsident der württembergischen Kammer der Standesherren          | 82    |       |
| 27. Dezember | Friedrich Vissering                  | deutscher Landwirt und Politiker (NLP), MdR                                             | 59    |       |
| 28. Dezember | Benjamin Dufernex                    | Schweizer Jurist und Politiker                                                          | 51    |       |
| 28. Dezember | Constantin Hamm                      | deutscher Tuchfabrikant und Politiker (Zentrum), MdR                                    | 78    |       |
| 28. Dezember | David William Lewis                  | US-amerikanischer Jurist und konföderierter Politiker                                   | 70    |       |
| 29. Dezember | James E. Bailey                      | US-amerikanischer Politiker                                                             | 63    |       |
| 29. Dezember | Gerhard Enters                       | deutscher Verwaltungsbeamter und Amtmann                                                | 62    |       |
| 29. Dezember | Johannes Minckwitz                   | deutscher Dichter, Übersetzer und Philologe                                             | 73    |       |
| 29. Dezember | Bodo Albrecht von Stockhausen        | deutscher Diplomat und Musikliebhaber                                                   | 75    |       |
| 30. Dezember | Maria Theresia Löw                   | deutsche Sopranistin und Harfenistin                                                    | 76    |       |
| 30. Dezember | August Heinrich von Seckendorff      | deutscher Jurist                                                                        | 78    |       |
| 31. Dezember | Friedrich Wilhelm Conrad Bieling     | deutscher Kaufmann                                                                      | 84    |       |
| 31. Dezember | Georg Könitzer                       | deutscher Maler                                                                         | 67    |       |
| 31. Dezember | Georg Martin Ignaz Raab              | österreichischer Maler                                                                  | 64    |       |

## Datum unbekannt
| Tag | Name                            | Beruf, bekannt als                                                          | Alter | Beleg |
| --- | ------------------------------- | --------------------------------------------------------------------------- | ----- | ----- |
|     | Albert Barth                    | deutscher Architekt                                                         |       |       |
|     | Johann Heinrich Behn            | deutscher Jurist, Historiker und Parlamentarier                             |       |       |
|     | Wilhelm Heinrich Bertling       | deutscher Politiker, MdL (Königreich Sachsen)                               |       |       |
|     | Hacı Arif Bey                   | osmanischer Komponist                                                       |       |       |
|     | Alfred Böhm                     | deutscher Maler                                                             |       |       |
|     | Prudence Boissière              | französischer Romanist und Lexikograf                                       |       |       |
|     | Alexis-Charles Boucher          | kanadischer Maler                                                           |       |       |
|     | Christian Bregazzi              | deutscher Fotograf                                                          |       |       |
|     | Theodor Wilhelm Brüel           | Königlich Hannoverscher Münzmeister                                         |       |       |
|     | Afonso de Castro                | portugiesischer Gouverneur von Portugiesisch-Timor                          |       |       |
|     | Joseph Warner Clark             | britischer Physiker                                                         |       |       |
|     | Eduard Fürstenberg              | Gründer des ersten Vereins für gehörlose Menschen in Deutschland            |       |       |
|     | Theodore Charles Gruyère        | französischer Bildhauer                                                     |       |       |
|     | Mahmoud Ahmed Hamdy             | ägyptischer Astronom und Ingenieur                                          |       |       |
|     | Anton Harrer                    | deutscher Zeichner und Architekt, bayerischer Baubeamter                    |       |       |
|     | Mathilde Häser                  | deutsche Sängerin                                                           |       |       |
|     | Caspar Kirchhoffer              | deutscher Autor, Arzt und Gynäkologe                                        |       |       |
|     | Louis Leroy                     | französischer Journalist, Theaterschriftsteller, Maler und Kunstkritiker    |       |       |
|     | Vatroslav Lichtenegger          | österreichisch-kroatischer Lyriker                                          |       |       |
|     | Gaudenzio Marconi               | Schweizer Fotograf                                                          |       |       |
|     | Friedrich Ludwig von Medem      | deutscher Archivar und Historiker                                           |       |       |
|     | Ferdinand von Mensshengen       | österreichischer Diplomat                                                   |       |       |
|     | Johannes Ludwig Heinrich Möller | deutscher Miniaturmaler                                                     |       |       |
|     | Friedrich Julius Morgen         | deutscher Gutsbesitzer, Arzt und Parlamentarier                             |       |       |
|     | Adolf Mosengel                  | deutscher Landschaftsmaler                                                  |       |       |
|     | Luigi Nerici                    | italienischer Komponist und Autor der „Storia della musica in Lucca“ (1880) |       |       |
|     | John W. Nystrom                 | US-amerikanischer Ingenieur                                                 |       |       |
|     | Georg Plach                     | österreichischer Kunsthändler                                               |       |       |
|     | Crescencio Poot                 | Maya-Rebellenführer                                                         |       |       |
|     | Leonhard Presting               | preußischer Jurist, Mitglied der Frankfurter Nationalversammlung            |       |       |
|     | Pietro Roselli                  | italienischer General                                                       |       |       |
|     | Gustav Steinbrecht              | deutscher Reiter und Schüler von Louis Seeger                               |       |       |
|     | Charles Stent                   | britischer Zahnarzt                                                         |       |       |
|     | Wilhelm Stürmer                 | deutscher Bildhauer                                                         |       |       |
|     | William Tinsley                 | irisch-US-amerikanischer Architekt                                          |       |       |
|     | Bernard Ullman                  | US-amerikanischer Musikimpresario                                           |       |       |
|     | Michael Weber                   | deutsch-schweizerischer Braumeister und Unternehmer                         |       |       |
|     | Felix Winterfeldt               | deutscher Verwaltungsbeamter                                                |       |       |